# キイハンター
『キイハンター』（KEYHUNTER）は、日本のテレビ映画。1968年4月6日から1973年4月7日まで毎週土曜日21時 - 21時56分に放送されていた。全262話。制作はTBS・東映。
国際犯罪者の天国・スパイの甘い猟場ともいわれる大都会東京に架空の国際警察特別室を設定して、室長の村岡だけが知っている6人の冒険者・キイハンターが平和をおびやかす組織・陰謀・悪と戦う活躍を描き、どんでん返しを含むストーリーや絶妙のチームワークと、千葉真一のアクション・スタントで大ヒットした東映アクションドラマの代表作である。最盛期には視聴率30%を越えていた。

## 解説
警察の手には負えない事件を解決する“キイハンター”。諜報部員だったキャップの黒木、フランスの情報部に所属しジュネーヴで諜報員をしていた外国語に堪能な津川、スタントマン顔負けのドライブテクニックを持つ島、かつては敏腕の新聞記者で軽業師を超える身軽さを誇る風間らメンバーの活躍を描くハードボイルドアクション。千葉真一と深作欣二がコンビを組んだ映画『風来坊探偵シリーズ』（1961年）、『ファンキーハットの快男児シリーズ』（同年）、『カミカゼ野郎 真昼の決斗』（1966年）が本作のベースになっている。丹波哲郎の演ずる黒木鉄也のイメージは、映画『007は二度死ぬ』で丹波が演じたタイガー田中をモチーフとしている。
当時としては外国人の出演者も多く、国際色豊かで世界で起こる犯罪・政争をテーマにし、日本のテレビドラマでは他に類を見ない壮大なスケールを持っていた。本作の大ヒットにより1年予定の放映が5年に延ばされ、原案を推理作家の都筑道夫「第1話」・河野典生「第2話」・海渡英祐「第3話」・生島治郎等が担当した当初はスパイ路線とハードボイルドの決定版を目指していたが、モチーフも刑事ドラマ・コメディ・サスペンス・西部劇・チャンバラ・任侠物（サイコロGメンシリーズ）・冒険・ホラー・ミステリー・SF・無国籍などが加わり、これらを複合的に組み合わせた作品も放送されるなど、内容は多岐に渡ることとなった。レギュラー全員が揃うのは稀で、レギュラーの数名が登場してストーリーが展開していくのが『キイハンター』の特徴であり、「今週は誰が活躍するのか？」という興味も作品のポイントだったが、それだけ各キャラクターが魅力的だったわけで、劇中で彼らが見せる絶妙のチームワークは、当時の視聴者の憧れの対象となっていた。
『キイハンター』という言葉はこのドラマで作られた造語で、「Key 鍵 (道具)、鍵 (暗号)」とは解決の手がかりを意味し、それにおどりかかる「Hunter （狩人たち）」と言う意味でつけられた。日本ではkey は「キー」と表記されるのが一般的だが、番組の固有タイトルは『キイハンター』であり「キーハンター」ではなく、映像上のタイトルは『KEYHUNTER 』と英字で表記されている。オープニングナレーションは前期と後期で異なるスクリプトが用いられたが、締めの『KEYHUNTER 』の3×3の正方形が現れる部分での「彼らはこう呼ばれた―」の読み上げは不変。一般的に、主題歌『非情のライセンス』の歌詞の一部でもある後期スクリプトの方がよく知られている。
スタート時はモノクロ放送であったが、カラー番組が広まっていく中で1970年4月の第105話よりカラー放送となった。海外ロケは1968年にアメリカ占領下の沖縄、1970年にはハワイで敢行し、2008年6月21日に発売されたDVDボックス解説書によるとバングラデシュでのロケも考案されていた。海外でも放送され、ブルース・リーやジャッキー・チェンにも影響を与えた（ ⇒ #逸話を参照）。
芥川隆行による予告編ナレーションは、毎回「キイハンター、次回の赤いシグナルは・・・。」で始まる仕様となっている。なお、番組のカラー化に伴い「・・・、次回のカラーシグナルは・・・。」に変更された。

## 出演

### キイハンター
黒木鉄也 - 丹波哲郎
元国際警察外事局諜報部員。国際警察特別室特殊スタッフという肩書きは村岡以外の国際警察員は誰も知らない。村岡の元同僚だったが、人間味のない組織に嫌気を感じ辞職、探偵稼業をしていたが、元同僚の藤崎の事件（第1話「裏切りのブルース」）、カメラマン中尾が追っていた事件（第2話「非情の唇」）、宇宙科学者に絡む事件を経て結成されたキイハンターのキャップとなる。メンバーからは「ボス」と呼ばれ、チームの取り纏め役である。射撃の名手で空手・剣術の達人、医学に該博、英語に堪能でプレイボーイ。家賃滞納でマンションから追い出されそうになるお粗末もあった（第1話「裏切りのブルース」）が、普段は鋭敏な推理力と行動で事件を解決に導く。黒の帽子がトレードマーク。マランポール共和国滞在中の諜報部員時代に、互いに愛し合っていた女性スパイ・ベラを射殺される悲劇的な過去も持っている（第34話「墓を掘る殺し屋たち」）。
津川啓子 - 野際陽子
元フランス情報局諜報部員。スイス・ジュネーヴで起きた殺人事件を追って来日し、黒木たちと共に解決する（第1話「裏切りのブルース」）が、フランス情報局への帰還を前に新たな事件に巻き込まれ黒木たちに救出されたことから、キイハンター結成に参加する（第2話「非情の唇」）。風間からは「姐御」と呼ばれるように勝気な性格であるが、優しい一面もある。男を投げ伏せる格闘術と変装、語学力に長け英語・フランス語・ドイツ語・アラビア語を操る。外国ブランドにも詳しく、潜入捜査にも積極的に関わる。生年月日は昭和15年4月1日（第11話「パリから来た大泥棒」）。
吹雪一郎 - 川口浩（第60話「パラシュート殺人部隊」より加入）
元FBI秘密捜査官。初登場は殺し屋に扮していた。風間からは時に「FBI」と呼ばれ、冷静かつスマートに捜査を行い、メンバーからの信頼も厚い。射撃のプロでスキー・乗馬・ヨット・スカイダイビングなど多数のライセンスを所持している他、軽飛行機やヘリコプターの操縦にも秀でている。FBI時代は外国での捜査経験もあり。FBIともコネクションを続けており、FBI依頼の事件を担当することも多い。
島竜彦 - 谷隼人
ある事件で諜報部員だった父を亡くし、黒木の世話になった。そして黒木の助手をしていたことが縁で、キイハンターのメンバーとなる。純粋かつ熱血漢であるが、そそっかしい面もあることから、風間・吹雪・啓子から「坊や」とも呼ばれる。島と同世代や年下の若者が関わる事件の潜入捜査では、彼らに同情して失敗する時もある。ユミとはコンビを組み、事件を解決することも多い。二輪・四輪どちらも抜群のドライビングテクニックを持ち、無類のカーマニアである。
谷口ユミ - 大川栄子
メンバー最年少18歳（第1話「裏切りのブルース」より）。「ユミちゃん」と呼ばれ、マスコット的存在であるが「記憶の天才」の異名を持つ。黒木のマンションの管理人の娘で、黒木に家賃の催促を繰り返していた。頭の回転と気持ちの切り換えが抜群に早く、自己主張が強いが、憎めないかわいさを兼ね備えている。潜入捜査にも果敢に挑み、特技の記憶力と変装!?で解決に導く。島とのコンビで事件に関わることが多く、その島に想いを寄せている（第158話「現金と舌を切られた女」）。またその一方で、甘いロマンスを夢見て、事件で知り合った男性に淡い恋心を抱いてしまう事も少なくない。キイハンターのレギュラーの中では、出演回数は最多で、262話中237話に登場している。
風間洋介 - 千葉真一
元毎朝新聞社会部敏腕記者。訳あって新聞社を追い出された後に黒木の助手として活動していた。鋭い推理とずば抜けた身体能力で、危険な潜入捜査にも真っ先に行動を起こす、切り込み隊長的存在でもある。窮地に陥った時にもめげずに、ユーモアを忘れない。普段はズッコケ・オトボケキャラで、島・壇からは「先輩」として、ユミには「兄貴分」として慕われている。ボスの命令には従順、啓子とはお互いにあしらい合う間柄で、金髪美人には滅法弱い（第172話「ダイヤモンドと女と泥棒たち」）。自動車・モーターボート・軽飛行機・ヘリコプターを自由自在に乗りこなし、登山・乗馬・スキー・射撃の名手。格闘はキックボクサーレベルで（第188話「スリル万点！ズッコケ大航海」）、剣術にも秀でている（「サイコロGメン」シリーズ）。軽業師顔負けの敏捷性と、体操競技選手なみの運動神経と筋力そして柔軟性を持つ。母親に頭が上がらない（第157話「キイハンター皆殺し作戦」）。

### 国際警察特別室
村岡室長 - 仲谷昇
キイハンターを創設した国際警察特別室の室長で、黒木のかつての同僚である。隠密裏にキイハンターに対して指令を出し、初期には啓子と共に現場で捜査にも参加していた（第56話「殺人ホテル13号室」、第61話「荒野の殺人紙幣」）。常に冷静沈着である。
小田切慎二 - 中丸忠雄（第104話「足のある幽霊部隊」より加入）
国際警察の潜入捜査官で村岡の部下。啓子・ユミの担当した事件に潜入捜査で初登場。通常はキイハンターに捜査依頼とその後方支援だが、一緒に捜査を行ったりする。自ら捜査するときはキイハンターが後方支援を行う。射撃の名手で、島から「先輩」と呼ばれることもある。
壇俊介 - 宮内洋（第92話「今年もよろしく世界殺人協会」より加入）
村岡の部下で国際警察の潜入捜査官。初登場では、敵に狙撃されそうになった風間を救う活躍をした。ユミからは「ミスター壇」と呼ばれる。小田切と同様に通常はキイハンターに捜査依頼とその後方支援だが、一緒に捜査を行ったり、時には着流しで潜入捜査もする（第202話「サイコロＧメン御用旅」）。若さゆえの失敗もあるが、キイハンターのメンバーからは「憎めない可愛がられる」存在である。

### キイハンター探偵局
滝裕二 - 沖雅也（第210話「いんちきキイハンター探偵局」より登場）
キイハンターに憧れる私立探偵で、キイハンター探偵局局長を自称する。背が高くてハンサムだが、ナンパ好き。初対面の吹雪・風間にそれぞれ「仲間にしてほしい」「先輩のことを兄貴と思っている」と話しかける人懐っこさがある。空回りや抜けている部分もあるが、第210話の事件解決の功績により、キイハンターの一員として認められる。

## 放送リスト

### 1968年
| 話数   | 放送日   | サブタイトル           | ゲスト | 脚本              | 監督     |
| ------ | -------- | ---------------------- | --- | ----------------- | -------- |
| 第1話  | 4月6日   | 裏切りのブルース       | 青木義朗、オスマン・ユセフ、リンダ・ハーディスティー、南原宏治 | 高久進 深作欣二   | 深作欣二 |
| 第2話  | 4月13日  | 非情の唇               | 室田日出男、八名信夫、河合絃司、谷本小代子、菅原壮男、高須準之助、岡田真澄、高毬子 | 池田雄一          | 深作欣二 |
| 第3話  | 4月20日  | 誘拐の城               | 北原義郎、佐藤京一、丹羽又三郎、イーデス・ハンソン、杉義一、中村孝雄、ハンス・ホルネフ、篠恵輔、亀山達也、瞳麗子 (ノンクレジット)アバナイ                                                | 高久進            | 鷹森立一 |
| 第4話  | 4月27日  | 顔のない男             | 清川新吾、細川俊夫、小塚十紀雄、田沼瑠美子、木村修、伊丹十三、真理明美 (ノンクレジット)ウィルソン役                                                                                      | 池田雄一          | 鷹森立一 |
| 第5話  | 5月4日   | 必殺の瞬間             | 西沢利明、八代万智子、秋月竜、小林稔侍、大槻憲、木川哲也、林宏、比良元高、美原亮、斎藤力、杉田康、ロバート・ダンハム、ハロルド・コンウェイ                                               | 高久進            | 佐藤肇   |
| 第6話  | 5月11日  | 影のメロディー         | 上田忠好、田武謙三、三島耕、フランツ・グルーベル、チャーリー・ギルモア、カール・ヘンリー、水原仗二、山浦栄、岡野耕作、都健二、楠侑子                                                     | 小川英            | 島津昇一 |
| 第7話  | 5月18日  | ギャング同盟           | 玉川良一、金内吉男、須藤健、有馬昌彦、林田博、小畑みち子、久保比佐志、土山登士幸、山之内修                                                                                               | 池田雄一          | 鷹森立一 |
| 第8話  | 5月25日  | 影なき狙撃者           | 早川保、睦五郎、小笠原弘、宮口二朗、キャシー・ホーラン、ダイトウ良、都健二、高月忠、吉田豊明、霞涼二、佐藤賢司、岩本多代                                                                 | 池田雄一          | 土居通芳 |
| 第9話  | 6月1日   | 海に消えた女           | 山本豊三、松岡きっこ、内田朝雄、佐竹明夫、内海賢二、川田信一、原信夫、田川恒夫、三木宏祐                                                                                                 | 小川英 長野洋     | 島津昇一 |
| 第10話 | 6月8日   | 雲の上の死刑台         | 高橋昌也、嘉手納清美、高宮敬二、江幡高志、水原仗二、亀山達也、高月忠 | 柴英三郎          | 鷹森立一 |
| 第11話 | 6月15日  | パリから来た大泥棒     | ジェリー藤尾、柿沢真一、福田公子、茅島成美、小林裕子、団巌、磯野秋雄、相原昇、久保比左志、山浦栄、木村修、泉福之助、中村直太郎                                                           | 池田雄一          | 瀬川昌治 |
| 第12話 | 6月22日  | 幽霊船が呼んでいる     | 牧紀子、根上淳、蜷川幸雄、清水正、相馬剛三 (ノンクレジット)ロルフ・ジェッサー | 高久進            | 佐藤肇   |
| 第13話 | 6月29日  | 銀色の銃を持つ男       | 宗方勝巳、宮園純子、南道郎、梅津栄、八名信夫、篠恵輔、桐嶋好夫、植田灯孝 | 池田雄一          | 鷹森立一 |
| 第14話 | 7月6日   | 贋札つかいの墓標       | 稲垣美穂子、渥美国泰、渡真二、石橋雅史、久保比左志、高須準之助、光城くみ | 長谷川公之        | 山内柏   |
| 第15話 | 7月13日  | 殺人ドライブ           | 坂本道子、高島敏郎、国景子、近藤宏、小林稔侍、佐藤京一 | 高久進            | 竹本弘一 |
| 第16話 | 7月20日  | 亡霊は真夏の太陽の下に | 山東昭子、石井竜一、室田日出男、中康介、石橋蓮司、英美枝、植田灯孝、久地明、萩原正勝 | 高久進            | 小林恒夫 |
| 第17話 | 7月27日  | まだ殺しは終わらない   | 真山知子、今井健二、長沢純、大塚国夫、梅津千恵子、小塚十紀雄、ピーター・マックレーン、アストラ・ミッシェル                                                                               | 佐治乾            | 若林幹   |
| 第18話 | 8月3日   | 新ギャング同盟         | 玉川良一、金内吉男、林田博、八代万智子、丹羽又三郎、藤岡重慶、高橋正夫、潮健児、山田甲一、久保一、山内修、土山登士幸、桐島好夫、比良元高                                                 | 池田雄一          | 小西通雄 |
| 第19話 | 8月10日  | 死者からの電話         | 斉藤チヤ子、磯部玉枝、夏川大二郎、松本朝夫、田端高、新村礼子、玉川伊佐男、池田駿介、白木 マリ、倉田保昭（ノンクレジット）                                                                | 佐藤純弥          | 山内柏   |
| 第20話 | 8月17日  | パリ発殺しのラブレター | 川辺久造、富士真奈美、中原弘二、田村保、久保一、岡野耕作、菅原壮男、高須準之助、バーバラ・ウォルチン                                                                                     | 池田雄一          | 若林幹   |
| 第21話 | 8月24日  | 拳銃あねご潜入作戦     | 安城由貴子、田武謙三、ホセ・トーヤ、武藤章生、小林稔侍、ロルフ・ジェッサー | 瀬川昌治 飯田光雄 | 降旗康男 |
| 第22話 | 8月31日  | 悪党ダービー           | 露口茂、弓恵子、山岡徹也、永山一夫、中村孝雄 | 高久進            | 小西通雄 |
| 第23話 | 9月7日   | 必死の逃亡 1:3         | 草野大吾、田島和子、牧田正嗣、小瀬朗、相馬剛三、河合絃司、林宏、乙黒一、松沢勇、後藤由理子                                                                                               | 三芳加也          | 山田稔   |
| 第24話 | 9月14日  | 私たち人殺しなの       | 清水元、渚まゆみ、石橋蓮司、鶴見丈二、水上竜子、曽根晴美、北川恵一、久保比左志、芥川隆行                                                                                                 | 石森史郎          | 山内柏   |
| 第25話 | 9月21日  | 現金を怖がる泥棒       | 二本柳寛、宮城千賀子、山本麟一、江幡高志、裕圭子、亀山達也、五野上力、清見晃一、相馬剛三、名達ますみ                                                                                     | 高久進            | 小西通雄 |
| 第26話 | 9月28日  | 魔女がベルを鳴らす時   | 野添ひとみ（松原薫）、有沢正子、益田ひろ子、高宮敬二、加藤和夫、北竜二、中原弘二、相原昇、仲塚康介、山本みどり、小塚十紀雄                                                               | 池田雄一          | 佐藤肇   |
| 第27話 | 10月5日  | 殺しの招待旅行         | 川口浩、野添ひとみ（松原薫）、高須賀夫至子、高英男、松岡きっこ、今井健二、春日章良、大村文武、大泉滉、団巌、杉裕之、田畑孝、志麻ひろ子、植田灯孝、岡野耕作、片山滉、フランツ・グルーバー | 池田雄一          | 村山新治 |
| 第28話 | 10月12日 | 太陽に帰った殺し屋     | 川口浩、野添ひとみ（松原薫）、高須賀夫至子、嘉手納清美、高英男、松岡きっこ、団巌、日尾孝司、フランツ・グルーバー                                                                         | 池田雄一          | 村山新治 |
| 第29話 | 10月19日 | その名は女番外地       | 根岸明美、岡田真澄、賀川雪絵、裕圭子、国景子、西岡慶子、倉田夾平、田川恒夫、桐島好夫、河合絃司、篠恵輔、相馬剛三、木村修、谷本小代子、織田英子、西智子                                   | 佐藤純弥          | 鷹森立一 |
| 第30話 | 10月26日 | 死体を抱く人形         | 川辺久造、服部マリ、大塚国夫、宮口二朗、パトリシャ・クレベンジャー、ジョー・マーシャル、ジョーセ・トーヤ、都健二、木川哲也、川田信一、梅津千恵子                                         | 高久進            | 佐藤肇   |
| 第31話 | 11月2日  | フーテン族強奪作戦     | 夏珠美、石山律、ケン・サンダース、有沢正子、六本木真、永山一夫、永井秀明、植田峻、斉藤晴彦、佐々木梨里、高月忠、清水照夫                                                                 | 多地映一          | 小林義明 |
| 第32話 | 11月9日  | 暗殺教室               | 牧紀子、鶴見丈二、名和宏、丹羽又三郎、ルイジ・フィダンサー、久保一、山之内修、菅原壮男、都健二                                                                                           | 加瀬高之          | 小西通雄 |
| 第33話 | 11月16日 | 殺人行進曲             | 万里昌代、八代万智子、上田吉二郎、高宮敬二、岡野耕作、高須準之助、木村修、高月忠、アーサー・タンズレー                                                                                   | 池田雄一          | 山内柏   |
| 第34話 | 11月23日 | 墓を掘る殺し屋たち     | 宇佐美淳也、シリア・ポール、室田日出男、春日章良、武内亨、相馬剛三、河合絃司、久地明、キャシイ・ホーラン、植田灯孝、佐川二郎、山浦栄、久保比佐志                                         | 佐藤純弥          | 佐藤肇   |
| 第35話 | 11月30日 | 花嫁は殺人鬼           | 夏圭子、近藤宏、上野山功一、穂積隆信、久保一、山田甲一、華かおる、木川哲也、林宏、木村修、ダニエル・ドウセ                                                                               | 高久進            | 小西通雄 |
| 第36話 | 12月7日  | 金庫に消えた女         | 田村奈巳、八名信夫、北原義郎、小林稔侍、水城一狼、北川恵一、桐島好夫、亀山達也、久保比左志、今井英臣、後藤由理子、福地進                                                                 | 柴英三郎          | 竹本弘一 |
| 第37話 | 12月14日 | 殺人鬼お呼びの時間     | 山東昭子、今井健二、見明凡太郎、清川新吾、桜井浩子、潮健児、石橋政嗣、中村孝雄、辻哲央                                                                                                   | 池田雄一          | 降旗康男 |
| 第38話 | 12月21日 | 西に向かって大追跡     | 戸浦六宏、八代万智子、松本朝夫、渡真二、ピーター・ウイリアムス、山之内修、岡野耕作、篠恵輔                                                                                               | 高久進            | 竹本弘一 |
| 第39話 | 12月28日 | 消された顔の逃亡者     | 田口計、田島和子、中原弘二、団巌、中庸介、フランツ・ブルーバー、ホセ・トーヤ、菅原壮男                                                                                                   | 山浦弘靖          | 小西通雄 |

### 1969年
| 話数   | 放送日   | サブタイトル                            | ゲスト | 脚本              | 監督     |
| ------ | -------- | --------------------------------------- | --- | ----------------- | -------- |
| 第40話 | 1月4日   | 用心棒必勝作戦                          | 稲垣美穂子、鶴見丈二、近藤宏、室田日出男、相原昇、河合絃司、岡里枝、大阪憲 | 池田雄一          | 鷹森立一 |
| 第41話 | 1月11日  | 殺し屋たちの舞踏会                      | 南原宏治、原良子、真理アンヌ、中村孝雄、田畑孝、紅吾郎 (ノンクレジット)デット・ガンサー | 高久進 佐藤肇     | 佐藤肇   |
| 第42話 | 1月18日  | 情無用の殺人旅行                        | 北あけみ、田口計、松岡きっこ、春日章良、佐藤京一、富田仲次郎、早瀬主税、岡里枝、大阪憲、清見晃一、水原仗二 | 高久進            | 鷹森立一 |
| 第43話 | 1月25日  | 幽霊と五人の札付き女                    | 根岸明美、炎加世子、西岡景子、国景子、裕圭子、賀川雪絵、曽我町子、夏海千佳子、華かおる、川村真樹、原令子、山本緑、谷本小代子、黒崎二三恵、西智子、和田みどり、フランツ・グルーバー、ジャック・モリス、レイモンド・ホルトハウス、木川哲也 | 佐藤純弥 池田雄一 | 山内柏   |
| 第44話 | 2月1日   | 殺人急行007号                           | 弓恵子、今井健二、松本朝夫、加地健太郎、仙波和之、佐藤晟也、岡野耕作、菅原壮男、山口健、長田稔也 | 池田雄一          | 小西通雄 |
| 第45話 | 2月8日   | 死体置場で今晩は                        | 高須賀夫至子、青木義朗、権秉純、宮口二朗、阿部希郎、吉田一夫、大山一義、森烈、吉谷照雄、梅津千栄子 | 高久進            | 竹本弘一 |
| 第46話 | 2月15日  | 奥様の殺し方教えます                    | 岡田真澄、牧紀子、三条美紀、団巌、清水正、中島信義、和田みどり | 池田雄一          | 山内柏   |
| 第47話 | 2月22日  | 黄金強奪大作戦                          | 睦五郎、原良子、小笠原弘、室田日出男、土山登士幸、水城一狼、仲塚康介、清見晃一、水原仗二、林宏、佐川二郎、高須準之助、山口健、大山一義、吉田一夫                                                                                         | 山浦弘靖 竹本弘一 | 竹本弘一 |
| 第48話 | 3月1日   | 死刑台から来た男                        | 中村敦夫、渥美国泰、堀井永子、中原弘二、河合絃司、木川哲也、林宏、ジェット・クリストセン、亀山達也、五野上力、都健二 | 高久進            | 佐藤肇   |
| 第49話 | 3月8日   | 宝石と女と殺し屋                        | 金内吉男、夏圭子、丹羽又三郎、松本朝夫、日高晤郎、山之内修、相馬剛三、菅原壮男、大坂憲 | 池田雄一          | 加島昭   |
| 第50話 | 3月15日  | 空中サーカス強盗団                      | 八代万智子、山本麟一、団巌、富田仲次郎、マイク・ダニン、ロルフ・ジェッサー、ピ－ター・マックレーン、篠恵輔、梅津千栄子 | 高久進            | 降旗康男 |
| 第51話 | 3月22日  | 顔のない誘拐部隊                        | 服部マリ、近藤宏、真理アンヌ、高宮敬二、中原弘二、夏海千佳子、木川哲也、比良元高、野田みどり (ノンクレジット)トム・メイヤー | 佐藤純弥 高久進   | 山内柏   |
| 第52話 | 3月29日  | 追って追われて危機一髪                  | 川辺久造、田島和子、穂積隆信、関千恵子、水村泰三、土山登志幸、伊達弘、谷本小代子、石井浩、萩原宣子 | 高久進 山浦弘靖   | 鷹森立一 |
| 第53話 | 4月5日   | 皆殺しの標的                            | 宇佐美淳也、田村奈巳、田口計、中原弘二、ロバート・ダンハム、山之内修、久保比佐志、相馬剛三、山浦栄、比良元高、山口建 | 池田雄一 清水啓司 | 村山新治 |
| 第54話 | 4月12日  | それゆけ発狂作戦                        | 田武謙三、高毬子、鶴見丈二、江幡高志、藤本三重子、ユミ・ハビオカ、団巌、小林稔侍、ピーター・ウイリアムス、河合絃司、片山滉、久保一、秋山敏、安城由貴子、谷本小代子、瀬尾節子、藤井まゆみ、桐島好夫、大山一義                             | 高久進 山浦弘靖   | 降旗康男 |
| 第55話 | 4月19日  | 底抜け探偵町を行く                      | 石山律、嘉手納清美、小笠原弘、久富推晴、加地健太郎、木川哲也、亀山達也、五野上力 | 高久進            | 佐藤肇   |
| 第56話 | 4月26日  | 殺人ホテル13号室                        | 西沢利明、高須賀夫至子、戸浦六宏、春日章良、仙波和之、松本朝夫、小林稔侍、池田駿介、菅原壮男、ハロルド・コンウェイ | 池田雄一          | 小西通雄 |
| 第57話 | 5月3日   | 脱走行進曲                              | 高島稔、黒木進、中村上治、江幡高志、丹羽又三郎、桜井浩子、佐々木梨里、叶ミキ、伊達弘、五野上力 | 高久進            | 山内柏   |
| 第58話 | 5月10日  | 消えた機関車                            | 鹿内タカシ、田島和子、近藤宏、穂積隆信、上野山功一、守屋俊志、木川哲也、五野上力、高野隆志、滝島孝二、桐島好夫、山本相時、寺池義昭、新井礼子                                                                                             | 池田雄一          | 加島昭   |
| 第59話 | 5月17日  | 車椅子の男                              | 田口計、弓恵子、久富惟晴、大泉滉、杉裕之、仙波和之、菅原壮男、ハンス・ホルネフ、マイク・ダニン | 高久進            | 小西通雄 |
| 第60話 | 5月24日  | パラシュート殺人部隊                    | 原良子、室田日出男、宮口二朗、中村孝雄、岡野耕作、仲塚康介、林宏、フランツ・グルーバー、ロルフ・ジェッサー | 高久進 佐藤肇     | 佐藤肇   |
| 第61話 | 5月31日  | 荒野の殺人事件                          | 小池朝雄、真山知子、沢村宗之助、増田順司、片山滉、小林稔侍、巽治郎、清見晃一、仲塚康介、比良元高、ハンス・ホルネフ、田川恒夫、中島信義、旭洋一郎、沢村憲介                                                                               | 池田雄一          | 村山新治 |
| 第62話 | 6月7日   | 宝の山は地獄の一丁目                    | 牧紀子、川合伸旺、根岸明美、高島稔、加地健太郎、中庸介、フランツ・グルーバー、伊達弘、貝塚みさ子 | 高久進            | 小西通雄 |
| 第63話 | 6月14日  | サイコロ仁義潜入作戦                    | 名和宏、有沢正子、上田吉二郎、丹羽又三郎、須藤健、渡真二、山田禅二、久保一、須賀良、沢田浩二、城春樹、山口健、高月忠、滝史郎、花柳孝季美、櫛山静江、櫛山昭子、佐川二郎                                                                   | 高久進 清水啓司   | 山内柏   |
| 第64話 | 6月21日  | がい骨抱いて珍道中                      | 山城新伍、田口計、川辺久造、穂積隆信、鵬アリサ、潮健児、加地健太郎、河合絃司、杉義一、植田灯孝、安城由貴子、相馬剛三、木川哲也、亀山達也、桐島好夫、佐川二郎、星来男、西智子、瀬尾節子 (ノンクレジット)マイク・ダニン                    | 池田雄一          | 佐藤肇   |
| 第65話 | 6月28日  | 俺たちは殺人者                          | 戸浦六宏、富士真奈美、蜷川幸雄、宮口二朗、佐藤晟也、高見エミリー、山田甲一、篠恵輔 (ノンクレジット)ハーマン・ルイス | 高久進            | 村山新治 |
| 第66話 | 7月5日   | 本日開店怪盗ルパン                      | 北原義郎、高宮敬二、江幡高志、久保一、団巌、土山登土幸、仲塚康介、林宏、菅原壮男、五野上力、木村修、山口健、城春樹、松旭斉美智、ハンス・ホルネフ、ロルフ・ジェッサー                                                                     | 池田雄一          | 小西通雄 |
| 第67話 | 7月12日  | 生きていた男                            | 大辻伺郎、牧紀子、有沢正子、水上竜子、真理アンヌ、篠恵輔、三木宏祐、菅原壮男、高野隆志、早瀬千香子、田内加代子、永山一夫、永井秀明 | 池田雄一          | 加島昭   |
| 第68話 | 7月19日  | 殺されに来た黄金の男                    | 上野山功一、堀井永子、永山一夫、ミスター珍、フランツ・グルーバー、巽治郎、仲原新二、菅原壮男 | 高久進            | 山内柏   |
| 第69話 | 7月26日  | 死刑執行25時                            | 岩本多代、西沢利明、加地健太郎、河合絃司、菅原壮男、仲塚康介、林宏、山口健、西本良治郎、南原宏治、ジョディー・コーニング | 池田雄一          | 小西通雄 |
| 第70話 | 8月2日   | 殺人部隊・荒野を行く                    | 山本耕一、真理アンヌ、北原義郎、春日章良、室田日出男、江幡高志、中村孝雄、ハンス・ホルネフ、ジャック・モリス、本多幸子 | 佐藤純弥 高久進   | 佐藤肇   |
| 第71話 | 8月9日   | 殺人魔女クラブ                          | 金内吉男、牧紀子、鶴見丈二、高橋とよ、原泉、河合絃司、池田駿介、菅原壮男、大坂憲、旭洋一郎、田内加代子、溝口久夫、城春樹 | 池田雄一          | 小西通雄 |
| 第72話 | 8月16日  | P108は殺しの番号                        | 山本耕一、清水まゆみ、丹羽又三郎、高橋とよ、高島稔、植田灯孝、久保一、新井礼子、羽太皓、森本勝、菊池輝夫、ジェラルード・ティンガ | 高久進            | 竹本弘一 |
| 第73話 | 8月23日  | 殺人金庫ただ今、発売！                  | ジェリー藤尾、富田仲次郎、白石奈緒美、高宮敬二、相原昇、アーサー・スターク、ハンス・ホルネフ、ソトス | 池田雄一          | 村山新治 |
| 第74話 | 8月30日  | 大渓谷に着陸せよ                        | 夏川かほる、高津住男、穂高稔、松山照夫、相馬剛三 | 三芳加也          | 竹本弘一 |
| 第75話 | 9月6日   | 悪魔を呼ぶ女                            | 今井健二、高須賀夫至子、鶴見丈二、福山象三、根岸一正、佐々木梨里、久保一、五野上力、大坂憲 | 高久進 山浦弘靖   | 山内柏   |
| 第76話 | 9月13日  | 日本アパッチ族大酋長                    | 玉川良一、石井富子、人見きよし、団巌、稲吉靖、土方弘、三重街恒二、沢田浩二、伊東昭夫、松沢勇、菊池茂一 | 池田雄一          | 山内柏   |
| 第77話 | 9月20日  | 人喰い人間現れる                        | 新井茂子、室田日出男、田畑孝、水城一狼、三重街恒二、小林千枝、ハンス・ホルネフ、トニー・マトブ、ジャック・モリス、ロルフ・ジェッサー | 高久進 佐藤肇     | 佐藤肇   |
| 第78話 | 9月27日  | 翼のない爆音大編隊                      | 今井健二、原良子、上野山功一、団巌、山口健、高野隆志、木村修、山田甲一 | 池田雄一          | 竹本弘一 |
| 第79話 | 10月4日  | バカをかついで珍道中                    | 平凡太郎、嘉手納清美、田口計、潮健児、田武謙三、永井秀明、佐藤京一、稲吉靖、三保洋子、河合絃司、岡野耕作、菅原壮男、藤井まゆみ、瀬尾節子、梶原真由美、山口千枝、上月あき、江川のりこ、川口恒                                             | 池田雄一          | 佐藤肇   |
| 第80話 | 10月11日 | 暗闇のドッキリ大作戦                    | 北原義郎、室田日出男、江幡高志、中村孝雄、木原規之、山浦栄、 (ノンクレジット)リンダ・ソーバー | 山浦弘靖          | 村山新治 |
| 第81話 | 10月18日 | 花模様の死刑台                          | 早川保、弓恵子、宮口二朗、江角英明、中井啓輔、仙波和之、岡野耕作、高須準之助、ロルフ・ジェッサー | 高久進            | 小西通雄 |
| 第82話 | 10月25日 | 暗殺航路に進路をとれ                    | 川合伸旺、田村奈巳、丹羽又三郎、中原弘二、ミスター珍、篠恵輔、西本良治郎、桐島好夫、仲塚康介、宇田和彦、船橋竜次、ハロルド・コンウェイ、ギデオン・カダリ                                                                                 | 高久進            | 若林幹   |
| 第83話 | 11月1日  | 霊柩車に乗った新婚旅行                  | 富田仲次郎、室田日出男、田武謙三、石井富子、丹羽又三郎、福山象三、岡野耕作、高月忠、須賀良、田内加代子、久保一、小林稔侍、守山竜二、ジェラー・セルジェ                                                                                   | 池田雄一 清水啓司 | 山内柏   |
| 第84話 | 11月8日  | 殺人狂騒曲                              | 山本耕一、田島和子、北原義郎、上野山功一、真理アンヌ、高橋正夫、小林稔侍、河合絃司、相馬剛三、土山登士幸、山田甲一、仲子大介、菅原壮男、山之内修、亀山達也、田内加代子                                                                   | 高久進            | 小西通雄 |
| 第85話 | 11月15日 | おれの葬式は100万$                      | 野添ひとみ、川辺久造、国景子、春日章良、上野山功一、松山照夫、仙波和之、仲子大介、河合絃司、植田灯孝、田川恒夫、仲塚康介、水原仗二、亀山達也、山浦栄 (ノンクレジット)ユセフ・オスマン                                                    | 池田雄一          | 小西通雄 |
| 第86話 | 11月22日 | 暗黒街は本日、大統領の投票日            | 戸浦六宏、西沢利明、嘉手納清美、鶴見丈二、室田日出男、仙波和之、加地健太郎、久保一、菅原壮男、仲塚康介、比良元高、池本慶且 | 高久進            | 小西通雄 |
| 第87話 | 11月29日 | 女殺し屋シカゴーズ只今参上              | 宗方勝巳、谷村昌彦、石井富子、人見きよし、海野かつお、小林稔侍、大杉光枝 | 高久進 佐藤肇     | 佐藤肇   |
| 第88話 | 12月6日  | スパイ忠臣蔵・前編                      | 玉川良一、松岡きっこ、久米明、永山一夫、川辺久造、亀石征一郎、中原弘二、安城由貴、伊達弘、林宏、五野上力、池本慶且、菊地輝夫、増岡泰之、ロルフ・ジェッサー                                                                               | 池田雄一          | 佐藤肇   |
| 第89話 | 12月13日 | 国際殺人銀行奇襲作戦 スパイ忠臣蔵・後編 | 玉川良一、松岡きっこ、永山一夫、川辺久造、久米明、稲吉靖、八名信夫、相馬剛三、小林千枝、麻生いく子、池本慶且、菊地輝夫、増岡泰之、岡村明夫、福地進                                                                                       | 池田雄一          | 佐藤肇   |
| 第90話 | 12月20日 | 殺し屋たちのクリスマスイブ              | 財津一郎、宇佐美淳也、溝口舜亮、室田日出男、戸上城太郎、宮口二朗、中村孝雄、中原弘二、相馬剛三、河合絃司、菅原壮男、フランツ・グルーベル                                                                                                 | 高久進 佐藤肇     | 佐藤肇   |
| 第91話 | 12月27日 | 詐欺と殺しの集団旅行                    | 上田吉二郎、国景子、穂積隆信、丹羽又三郎、上田忠好、団巌、三重街恒二、植田灯孝、相馬剛三、岡野耕作、菅原壮男、木村修、若月たけし、三島新太郎、宮井実、松沢勇                                                                             | 池田雄一          | 山内柏   |

### 1970年
| 話数    | 放送日   | サブタイトル                    | ゲスト | 脚本                   | 監督     |
| ------- | -------- | ------------------------------- | --- | ---------------------- | -------- |
| 第92話  | 1月3日   | 今年もよろしく世界殺人協会      | 田島和子、近藤宏、上野山功一、ミスター珍、永井秀明、永井譲滋、沢田浩二、西本良治郎、佐藤吉蔵、高野巡情、木川哲也、今井宇一、岡田克夫                                                       | 高久進                 | 竹本弘一 |
| 第93話  | 1月10日  | 女王陛下ォー！発狂一分前        | ジェリー藤尾、曽我町子、田中春男、上田忠好、魚住純子、八名信夫、中井啓輔、安城由貴、団巌、小塚十紀雄、山田甲一、五野上力、小林重忠、佐藤好将、吉沢信子、貝塚みさ子                         | 池田悦子 池田雄一      | 鷹森立一 |
| 第94話  | 1月17日  | 殺されに来た暗殺者たち          | 南原宏治、山本耕一、春日章良、河合絃司、菊地輝夫、アンドレ・ヒューズ | 高久進 佐藤肇          | 佐藤肇   |
| 第95話  | 1月24日  | 俺は世界の賞金稼ぎ              | 深江章喜、北原義郎、中井啓輔、仙波和之、渡真二、滝左太郎、山口暁、沢田浩二、池本慶且、松永五郎、フランツ・グルーバー、田内加代子、中屋敷鉄男、中村文弥                                     | 江連卓 高久進 山崎充朗 | 小西通雄 |
| 第96話  | 1月31日  | 死刑結婚式                      | 南原宏治、原知佐子、田口計、中井啓輔、江角英明、中村孝雄、河合絃司、小塚十紀雄、菅原壮男                                                                                                   | 高久進                 | 小西通雄 |
| 第97話  | 2月7日   | 殺人美容法 教えます             | 大辻伺郎、北原義郎、新井茂子、春日章良、水上竜子、丹羽又三郎、安城由貴、ロハスト・ノーカム、スター・カービング                                                                             | 柴英三郎 清水啓司      | 竹本弘一 |
| 第98話  | 2月14日  | 金塊列車は地獄に停る            | 松岡きっこ、宮口二朗、田口計、河合絃司、関戸純方、仲塚康介、木村修、菊地輝夫、谷本小代子、山田甲一、桑原隼人、フランツ・グルーベル                                                         | 池田雄一               | 山内柏   |
| 第99話  | 2月21日  | ガイ骨はスキーがお上手          | 玉川良一、近藤宏、鵬アリサ、永山一夫、江幡高志、フランツ・グルーベル、相馬剛三、田川恒夫、谷本小代子、亀田熊子、菅原壮男、大坂憲、岡野耕作、梅津千栄子                                     | 池田雄一               | 山内柏   |
| 第100話 | 2月28日  | 妖婆と宝石泥棒                  | 川口恒、真理アンヌ、北原義郎、田中万里、三重街恒二、相馬剛三、河合絃司、マイク・ダニン、松旭斉美智                                                                                         | 高久進 佐藤肇          | 佐藤肇   |
| 第101話 | 3月7日   | 裏切者の墓標                    | 岡田真澄、国景子、永山一夫、植田灯孝、片山滉、佐藤晟也、清水正、ロバート・ダンハム、中屋敷鉄男、飯塚実、池田保、石丸強志、水上和宏 (ノンクレジット)ジョセフ・トーヤ                        | 池田雄一               | 村山新治 |
| 第102話 | 3月14日  | 女の死刑実験室                  | 滝田裕介、田島和子、高須賀夫至子、八名信夫、安城由貴、ナンシー・ホップ、小林千枝、相馬剛三、伊達弘、梶原真由美、田内加代子、滝上秀子                                                       | 高久進                 | 小西通雄 |
| 第103話 | 3月21日  | ダイヤルMに呼ばれた男           | 深江章喜、三条泰子、高橋昌也、宗方勝巳、西沢利明、アンドレ・ヒューズ、菊地輝夫 (ノンクレジット)ジェームス・ウィルソン                                                                      | 高久進                 | 佐藤肇   |
| 第104話 | 3月28日  | 足のある幽霊部隊                | 真山知子、川辺久造、室田日出男、蜷川幸雄、加地健太郎、久保一、高須準之助、五野上力、清川正宏、菊地敏明                                                                                     | 佐藤純弥               | 小西通雄 |
| 第105話 | 4月4日   | 世界殺人集団 南国の決斗         | 小川真由美、岡田英次、鶴見丈二、丹羽又三郎、相原昇、片山滉、守山竜二、鈴木健之、山浦栄、高須準之助、比良元高、溝口久夫、ロルフ・ジェッサー                                                 | 池田雄一               | 村山新治 |
| 第106話 | 4月11日  | 宝石ギャング珍道中              | ジェリー藤尾、根岸明美、穂積隆信、松山照夫、三重街恒二、岡野耕作、谷本小代子、木村修、藤井まゆみ                                                                                           | 池田雄一               | 山内柏   |
| 第107話 | 4月18日  | 太陽と緑の国に大追跡            | 深江章喜、牧紀子、丹羽又三郎、潮健児、相原昇、山口曉、鈴木健之、溝口久夫、ロルフ・ジェッサー                                                                                               | 高久進                 | 村山新治 |
| 第108話 | 4月25日  | 25時発国際線逃亡ルート          | 西沢利明、高見エミリー、川辺久造、小林稔侍、吉田潔、フランツ・グルーベル | 高久進 佐藤肇          | 佐藤肇   |
| 第109話 | 5月2日   | 俺は西部の殺し屋キッド          | 室田日出男、下沢宏之、富田仲次郎、高宮敬二、小林千枝、木川哲也、高月忠、清水照夫、佐藤好将                                                                                                 | 池田雄一               | 鷹森立一 |
| 第110話 | 5月9日   | 首のない紳士の殺人計画          | 北あけみ、今井健二、角梨枝子、中井啓輔、団巌、仙波和之、中庸介、桐島好夫、伊原洋一、松沢勇、伊達弘、吹浦正、里見浩太郎                                                                     | 池田雄一 清水啓司      | 小西通雄 |
| 第111話 | 5月16日  | 成金泥棒たちの国際会議          | 大辻伺郎、西尾三枝子、宇佐美淳也、国景子、川辺久造、田口計、安城由貴子 | 池田雄一               | 山内柏   |
| 第112話 | 5月23日  | サイコロGメン危機一髪           | 瞳麗子、近藤宏、川合伸旺、上野山功一、松本朝夫、上田忠好、佐藤晟也、木川哲也、山浦栄、鈴木健之、池本慶旦                                                                                   | 高久進                 | 竹本弘一 |
| 第113話 | 5月30日  | 殺人鬼と仲良し大作戦            | 玉川良一、北原義郎、水上竜子、穂積隆信、松山照夫 | 高久進                 | 若林幹   |
| 第114話 | 6月6日   | 乾杯！殺人スコッチ              | 南原宏治、真山知子、加藤和夫、大塚周夫、中井啓輔、フランツ・グルーベル、山本晋平、伊達弘、五野上力、比良元高、高須準之助、仲塚康介、池本慶旦、中村文弥、中屋敷鉄男、辻村征史               | 池田雄一               | 小西通雄 |
| 第115話 | 6月13日  | 復讐は夜ニヤニヤ笑う            | 岩本多代、真屋順子、近藤宏、上野山功一、宮口二朗、佐藤晟也、木村修、ロルフ・ジェッサー | 高久進                 | 竹本弘一 |
| 第116話 | 6月20日  | 秘密飛行機強奪作戦              | 深江章喜、堀井永子、ミスター珍、八名信夫、永井正治、伊原洋一、滝左太郎、五野上力、松沢勇、菊地輝夫、佐藤好将                                                                               | 高久進                 | 竹本弘一 |
| 第117話 | 6月27日  | 東京-ホノルル豚をかついで珍道中 | ジェリー藤尾、野添ひとみ、世志凡太、海野かつを、久万里由香、片山滉、団巌、藤井まゆみ、岡野耕作、篠恵輔、木村修、佐川二郎、菅原壮男、マイク・ダニン                                         | 池田雄一               | 瀬川昌治 |
| 第118話 | 7月4日   | 踊れ墓場で幽霊ワルツ            | 大塚道子、国景子、藤木孝、成瀬昌彦、春日章良 | 高久進 佐藤肇          | 佐藤肇   |
| 第119話 | 7月11日  | 殺人免許貸します                | 宍戸錠、太刀川寛、服部マリ、穂高稔、藤山浩二、上田忠好、三重街恒二、永井譲滋、団巌、小林千枝、西智子                                                                                       | 池田雄一               | 山内柏   |
| 第120話 | 7月18日  | 宝石泥棒 裸で御免なさい         | 工藤明子、上野山功一、名和宏、春日章良、佐藤京一、三重街恒二、佐藤晟也、伊達弘、岡野耕作、木川哲也、須賀良、比良元高、佐藤好将、ジャック・モリス                                           | 近藤正                 | 竹本弘一 |
| 第121話 | 7月25日  | 地獄の待合室に行く男            | 西尾三枝子、長谷川哲夫、丹羽又三郎、杉江廣太郎、中村孝雄、西本良治郎、畑中猛重、オスマン・ユセフ                                                                                           | 高久進                 | 小西通雄 |
| 第122話 | 8月1日   | 殺し屋候補生No.1                | 戸浦六宏、高林由紀子、今井健二、国景子、室田日出男、ケン・サンダース、宮口二朗、中村孝雄、小林千枝、五野上力、菊地輝夫、菅原壮男                                                           | 高久進 佐藤肇          | 佐藤肇   |
| 第123話 | 8月8日   | 私たちは殺されたくない          | 山本耕一、北原義郎、田村奈巳、宮川和子、佐竹明夫、杉裕之、片山滉、都築克子、小塚十紀雄、篠恵輔、伊藤慶子、岡野耕作                                                                         | 佐藤純弥               | 村山新治 |
| 第124話 | 8月15日  | 腰抜け札束強盗団                | ジェリー藤尾、富田仲次郎、木村元、原令子、菊地輝夫、ピエール・カラメロ、ポリ・ダーイ (ノンクレジット)マーレン・ミッシェル                                                                  | 池田雄一               | 村山新治 |
| 第125話 | 8月22日  | 悪党！黄金の大雪渓を行く        | 高須賀夫至子、杉江廣太郎、武藤章生、永山一夫、松山照夫、田畑孝、伊達弘、城春樹 | 高久進                 | 竹本弘一 |
| 第126話 | 8月29日  | 走れ！金塊ヨット真夏の海を      | 玉川伊佐男、水木正子、原良子、木村元、佐々木功、戸上城太郎、戸田皓久、三重街恒二、ジャック・モリス                                                                                         | 長田紀生               | 山内柏   |
| 第127話 | 9月5日   | 殺し屋どもの死亡広告クラブ      | 戸浦六宏、三条泰子、水上竜子、白石奈緒美、集三枝子、高宮敬二、中井啓輔、江角英明、岡野耕作、桐島好夫、亀山達也、比良元高、菅原壮男、小林重忠、中村文弥、辻村征史、ハロルド・コンウェイ     | 池田雄一               | 小西通雄 |
| 第128話 | 9月12日  | 大脱走は死刑台で始まった        | 武原英子、川合伸旺、室田日出男、加地健太郎、長沢大、アンドレ・ヒューズ | 高久進 佐藤肇          | 佐藤肇   |
| 第129話 | 9月19日  | 海賊ども上陸三歩前              | 根上淳、服部マリ、牧紀子、北原義郎、田口計、三笠れい子、上田忠好、袋正、小林稔侍、木川哲也、藤井まゆみ、竹村清女、山田甲一、土山登志幸、仲塚康介、比良元高、西本良治郎、清水照夫、和田年明 | 佐藤純弥               | 小西通雄 |
| 第130話 | 9月26日  | 縛り首の木のある家              | 中原早苗、戸浦六宏、藤木孝、近藤洋介、室田日出男、植村謙二郎、堀田真三、高木真二、霧隼人                                                                                                   | 小山内美江子           | 山内柏   |
| 第131話 | 10月3日  | サイコロGメン命預けます         | 安芸ひろみ、深江章喜、名和宏、徳大寺伸、丹羽又三郎、小林重四郎、大泉滉、相原昇、玉川長太、河合絃司、植田灯孝、佐藤晟也、団巌、伊達弘、佐川二郎、大野剣友会                                 | 高久進                 | 竹本弘一 |
| 第132話 | 10月10日 | 日本アルプス 大追跡作戦         | 島かおり、宗方勝巳、木村元、三重垣恒二、団巌、山浦栄、伊達弘、小林千枝、ロルフ・ジェッサー、ギブ・メイヤー、佐藤好将、貝塚みさ子、三島新太郎                                               | 池田雄一               | 村山新治 |
| 第133話 | 10月17日 | 私の首を返して頂だい            | ジェリー藤尾、石井富子、団次郎、高橋昌也、原良子、穂積隆信、中村孝雄、武藤章生、フランツ・グルーベル、河合絃司、相馬剛三、五野上力、団巌、山本マミ、桂木ジュン、ジュリアン早川、ローザ山口 | 高久進 佐藤肇          | 佐藤肇   |
| 第134話 | 10月24日 | ピストル市場の女                | 南原宏治、戸部夕子、杉江廣太郎、綾川香、都築克子、チコ・ローランド、菅原壮男、巽千太郎、マイク・ダニン                                                                                     | 高久進                 | 小西通雄 |
| 第135話 | 10月31日 | 吸血昆虫島 上空異状あり         | 真理アンヌ、佐竹明夫、宮口二朗、高宮敬二、中村孝雄、北町史朗、松本朝夫、五野上力 | 高久進                 | 竹本弘一 |
| 第136話 | 11月7日  | 殺人超特急西へ                  | 小山ルミ、上野山功一、国景子、木村元、上田忠好、小林千枝、団巌、三重街恒二、ロルフ・ジェッサー、ピエール・カラメロ、三島新太郎、伊達弘、佐藤好将、池田孝一郎（アナウンサー）               | 池田雄一               | 村山新治 |
| 第137話 | 11月14日 | 葬式にせ札強盗団                | 玉川良一、近藤宏、小瀬朗、上田忠好、松山照夫、北九州男、加地健太郎、高橋とよ、フランツ・グルーベル、比良元高、佐川二郎、榎本英一、松沢勇                                                   | 高久進                 | 竹本弘一 |
| 第138話 | 11月21日 | 早射ち狙撃銃ワルサーKKM         | 深江章喜、原良子、北原義郎、宮口二朗、藤山浩二、堀田真三、仲塚康介、ヘンリー・Ｈ・スレー                                                                                                   | 高久進                 | 竹本弘一 |
| 第139話 | 11月28日 | 殺し屋とデートする女            | 岩本多代、滝田裕介、藤木孝、奥村公延、袋正、岡野耕作、畑中猛重、花田達、高田英伸、久保一、菊地輝夫、デレック・ローランド                                                                   | 池田雄一               | 降旗康男 |
| 第140話 | 12月5日  | 人殺し あの手この手             | 田村亮、ケン・サンダース、曽根晴美、室田日出男、杉江廣太郎、人見きよし、松山照夫、武藤章生、中村孝雄、山本マミ、林田啓志、霧隼人、佐藤好将、比良元高                                       | 高久進 佐藤肇          | 佐藤肇   |
| 第141話 | 12月12日 | 殺し屋大統領お手やわらかに！    | 岡田真澄、原良子、田口計、上野山功一、宮川和子、相馬剛三、西本良治郎、山浦栄 | 池田雄一               | 村山新治 |
| 第142話 | 12月19日 | ハレンチ部隊全員集合            | 石山律、高島稔、佐藤蛾次郎、南利明、富田仲次郎、杉江廣太郎、隼三枝子、奥野匡、加藤春哉、小林稔侍、畑中猛重、中村文弥、辻村征史                                                             | 江連卓 高久進 山崎充朗 | 鷹森立一 |
| 第143話 | 12月26日 | 死刑台に棲む女                  | 赤座美代子、入川保則、渡辺文雄、藤木孝、川合伸旺、堀田真三、亀山達也、比良元高、小林千枝、アントレ・ヒューズ、霧隼人、高月忠、溝口久夫、中村文弥、長崎ますみ、高橋仁、甘利健二、飛世賛治   | 小山内美江子           | 佐藤純弥 |

### 1971年
| 話数    | 放送日   | サブタイトル                      | ゲスト | 脚本                          | 監督     |
| ------- | -------- | --------------------------------- | --- | ----------------------------- | -------- |
| 第144話 | 1月2日   | 荒原牧場必殺の決闘                | 夏八木勲、小池朝雄、下沢宏之、河合絃司、安部れい子、石橋雅史 | 池田雄一                      | 鷹森立一 |
| 第145話 | 1月9日   | ギャング対Gメン自動車レース       | ジェリー藤尾、上田吉二郎、大泉滉、潮健児、三笠れい子、横山あきお、青空はるお、団巌、植田灯孝、沢田浩二、岡野耕作、宮井実、木村修                                                      | 池田雄一                      | 山内柏   |
| 第146話 | 1月16日  | 007座席指定は殺人超特急           | 三条泰子、内田朝雄、角梨枝子、杉江廣太郎、中井啓輔、西田健、長沢大、牧麗子、菅原壮男、高木真二、鈴木健之、フレッド・ボサート                                                          | 池田雄一                      | 小西通雄 |
| 第147話 | 1月23日  | 暗殺団と強盗団スキーで珍道中      | 嘉手納清美、室田日出男、木村元、田口計、加藤和夫、松山照夫、小林稔侍、五野上力、山浦栄、松沢勇、相馬剛三、菅原壮男、榎本英一                                                          | 松田昭三 池田雄一             | 若林幹   |
| 第148話 | 1月30日  | 射て！情無用ギャングの勲章        | 真山知子、高林由紀子、小池朝雄、渥美国泰、蜷川幸雄、橋爪功、中村孝雄、フランツ・グルーベル                                                                                            | 高久進 佐藤肇                 | 佐藤肇   |
| 第149話 | 2月6日   | それ行け！がい骨強盗団            | 玉川良一、三原葉子、関千恵子、国景子、武藤章生、加藤春哉、高島稔、曾我廼家一二三、三笠れい子、佐川二郎、五野上力                                                                      | 池田雄一 藤田伝               | 佐藤肇   |
| 第150話 | 2月13日  | 殺人スコッチ2日酔作戦             | 夏八木勲、田村奈巳、近藤宏、中村孝雄、堀田真三、杉義一、片山滉、霧隼人、山浦栄、五野上力、フランツ・グルーベル                                                                        | 高久進                        | 竹本弘一 |
| 第151話 | 2月20日  | 赤いカマキリは殺しの予告          | 渡辺文雄、原良子、穂積隆信、宮口二朗、藤里まゆみ、相原昇、山田甲一、菅原壮男、木村修、フランツ・グルーベル                                                                            | 池田雄一                      | 小西通雄 |
| 第152話 | 2月27日  | おー！新婚ハレンチ追跡旅行        | 木の実ナナ、佐々木功、富田仲次郎、木村元、上田吉二郎、南利明、三笠れい子、相川圭子、三重街恒二、太田季美子、沢田浩二、永浦洋子                                                        | 柴英三郎 田上雄               | 山内柏   |
| 第153話 | 3月6日   | 走れ！爆弾自動車大追跡            | 佐竹明夫、新橋耐子、上野山功一、永山一夫、丹羽又三郎、高島稔、三好美智子、比良元高、滝左太郎、中村文弥、松永五郎                                                                      | 高久進                        | 竹本弘一 |
| 第154話 | 3月13日  | サギ師の皆さま ふところにご用心！ | ジェリー藤尾、玉川良一、穂積隆信、木村元、加賀ちかこ、三笠れい子、団次郎、巽千太郎、大泉滉、永浦洋子、由紀梨絵、篠恵輔                                                                | 小山内美江子                  | 山内柏   |
| 第155話 | 3月20日  | 殺しの標的は鏡の中の俺            | 真山知子、天本英世、上田忠好、宮口二朗、三笠れい子、中村孝雄、高須準之助、伊達弘、須賀良、高月忠、三島伸太郎、原田君事、田口計                                                        | 高久進                        | 村山新治 |
| 第156話 | 3月27日  | 世界殺人結社たゞ今到着            | 露口茂、原良子、中井啓輔、石黒三郎、久保一、田辺英郎、ロルフ・ジェッサー (ノンクレジット)ハロルド・コンウェイ、フランク・ジョーンズ                                                   | 高久進                        | 小西通雄 |
| 第157話 | 4月3日   | キイハンター皆殺し作戦            | 雪村いづみ、渡辺文雄、青柳三枝子、大辻伺郎、宮口二朗、植田灯孝、団巌、高須準之助、伊達弘、山田甲一、菅原壮男、鈴木健之                                                                | 小山内美江子                  | 深作欣二 |
| 第158話 | 4月10日  | 現金と舌を切られた女              | 三条泰子、山本耕一、室田日出男、松山照夫、浜田晃、石黒三郎、山浦栄、木村修、河合絃司、土屋統督（アナウンサー）                                                                        | 佐藤純弥                      | 深作欣二 |
| 第159話 | 4月17日  | 腰抜けギャングがい骨争奪戦        | 大辻司郎、上田吉二郎、国景子、大泉滉、高木均、藤山浩二、佐藤京一、後藤ルミ、植田灯孝                                                                                                  | 池田雄一                      | 降旗康男 |
| 第160話 | 4月24日  | 墓場に消えた現金輸送車            | 弓恵子、川辺久造、今井健二、中村孝雄、高見エミリー、相馬剛三、五野上力、小塚十紀雄 | 高久進 佐藤肇                 | 佐藤肇   |
| 第161話 | 5月1日   | 荒野の列車 大襲撃作戦             | 南原宏治、深江章喜、原良子、宮口二朗、堀田真三、北九州男、旭洋一郎、五野上力、伊達弘、中村武男、中村文弥、原田君事、三島新太郎、工藤武、石丸強志                                      | 高久進                        | 竹本弘一 |
| 第162話 | 5月8日   | 蒸気機関車 大渓谷の決戦           | 南原宏治、深江章喜、原良子、堀田真三、宮口二朗、旭洋一郎、中村武男、中村文弥、伊達弘、原田君事、三島新太郎、石丸強志 (ノンクレジット)ロルフ・ジェッサー                               | 高久進                        | 竹本弘一 |
| 第163話 | 5月15日  | 南の海を渡る殺人部隊              | 清水まゆみ、山本耕一、加藤嘉、佐々木功、内田稔、植田灯孝、小林寛、佐藤晟也、北村総一朗                                                                                                | 瀬尾脩                        | 村山新治 |
| 第164話 | 5月22日  | わたしは大空の死刑執行人          | 露口茂、結城美栄子、田村奈巳、小林千枝、天本英世、永島岳、木村修、麻生いく子 (ノンクレジット)ロルフ・ジェッサー                                                                       | 池田雄一                      | 山内柏   |
| 第165話 | 5月29日  | 真珠湾から来た謎の女              | 清水まゆみ、西沢利明、宇佐美淳也、木村元、岡野耕作、林宏、菅原壮男、岩本良子、瞳ちえ (ノンクレジット)オスマン・ユセフ                                                                 | 高久進 佐藤肇                 | 佐藤肇   |
| 第166話 | 6月5日   | ヨーイ・ドン！赤頭巾で殺人ごっこ  | ジェリー藤尾、小松方正、田口計、佐々木功、賀川雪絵、曽我町子、大泉滉、小林稔侍、木川哲也、土山登士幸、山田甲一、高須準之助、玉川良一                                                  | 池田雄一                      | 鷹森立一 |
| 第167話 | 6月12日  | ミイラと棲む女の館                | 南原宏治、内田朝雄、松岡きっこ、斎藤美和、榊ひろみ、藤木孝、木村元、旭洋一郎、滝左太郎、伊達弘、加地健太郎、土山登士幸                                                                | 小山内美江子                  | 土井茂   |
| 第168話 | 6月19日  | サイコロGメン 死んで貰います      | 青柳三枝子、室田日出男、山本豊三、上野山功一、杉江廣太郎、八名信夫、河合絃司、小林稔侍、滝左太郎、鴨田喜由、泉田洋志                                                                  | 高久進                        | 竹本弘一 |
| 第169話 | 6月26日  | さよなら美しい眼のない死体        | 稲野和子、上野山功一、中村孝雄、松本朝夫、天本英世 | 池田雄一                      | 小西通雄 |
| 第170話 | 7月3日   | 早射ち拳銃王はげ鷹登場            | 佐藤允、岩本多代、小池朝雄、鈴木浩、堀田真三、遠藤征慈、鈴木浩実、青沼洋子、山梨雄資 (ノンクレジット)ロルフ・ジェッサー                                                               | 高久進                        | 山内柏   |
| 第171話 | 7月10日  | お化け怪獣大戦争                  | 玉川良一、天本英世、国景子、団巌、比良元高、五野上力、佐川二郎、岩本良子、松下麻美子、亀井和子                                                                                        | 高久進 佐藤肇                 | 佐藤肇   |
| 第172話 | 7月17日  | ダイヤモンドと女と泥棒たち        | 葉山良二、浜田ゆう子、桜井浩子、室田日出男、丹羽又三郎、小林稔侍、亀山達也、大泉公孝、和田年明、大隈義雄、バーバラ・アンドリュー                                                      | 田上雄                        | 小西通雄 |
| 第173話 | 7月24日  | 首のない女と男の戦争              | 露口茂、岩本多代、中井啓輔、長岡初恵、林宏、西本良治郎、三島新太郎、原田君事 | 小山内美江子                  | 佐藤純弥 |
| 第174話 | 7月31日  | 黒衣の花嫁 南国の連続殺人         | 三条泰子、武内亨、西沢利明、原良子、木村元、河合絃司、団巌、山田甲一、伊達弘、ロバート・クロッケン・ブッシュ                                                                          | 池田雄一                      | 村山新治 |
| 第175話 | 8月7日   | 真夏の海底黄金大作戦              | 上野山功一、三角八郎、堀井永子、堀田真三、永井秀明、稲吉靖、佐藤晟也、林宏、山寺勉、団巌、久保一、土山登士幸、伊達弘、大泉公孝、木村修                                                | 小山内美江子                  | 小西通雄 |
| 第176話 | 8月14日  | キャーッ！幽霊屋敷で今晩わ        | 国景子、賀川雪絵、近藤宏、杉江廣太郎、高島稔、北島マヤ、田島令子、沖倉邦子、小田まり、竹村清子、千代田美佐緒、吉沢信子、菊間裕子                                                      | 高久進                        | 竹本弘一 |
| 第177話 | 8月21日  | 殺しはキッスで始まった            | 田村奈巳、今井健二、長谷川哲夫、玉川伊佐男、松山照夫、林宏、大泉公孝、亀山達也、木川哲也、原田君事、松沢勇                                                                            | 池田雄一                      | 山内柏   |
| 第178話 | 8月28日  | 南の国へヌードで新婚珍道中        | 橘ますみ、曽根晴美、木村元、団巌、相馬剛三、伊達弘、山田甲一、三島新太郎 | 池田悦子                      | 深作欣二 |
| 第179話 | 9月4日   | さすらいの一匹狼 荒野の挑戦       | 夏八木勲、北林早苗、田口計、室田日出男、上田忠好、曽根晴美、伊達三郎、小林稔侍、堀田真三、泉田洋志、岡野耕作、団巌、竹村清女、山田甲一、相馬剛三、五野上力、藤田敏美、東啓子          | 江連卓 堀長文 高久進 山崎充朗 | 堀長文   |
| 第180話 | 9月11日  | レッツゴー！真夜中の王様 死の行進 | 和田浩治、岡田真澄、加藤武、柳亭痴楽、三笠れい子、宗田政美、若杉英二、加藤春哉、岡部正純、岡野耕作、遠藤征慈、田中浩、仲塚康介、本保明啓、永浦洋子、井上雅子                          | 小山内美江子                  | 山内柏   |
| 第181話 | 9月18日  | 死体が私を殺しに来た！            | 三条泰子、中谷一郎、南原宏治、西沢利明、佐々木功、相馬剛三、佐川二郎、五野上力、比良元高                                                                                              | 高久進 佐藤肇                 | 佐藤肇   |
| 第182話 | 9月25日  | 秘密指令あの墓を射て！            | 岡田真澄、清水まゆみ、渡辺文雄、天本英世、真木亜沙子、比良元高、清水照夫、遠藤薫、竹村清子、池田孝一郎（アナウンサー）                                                                | 池田悦子                      | 小西通雄 |
| 第183話 | 10月2日  | 九ちゃんのスパイ大作戦            | 坂本九、富田仲次郎、団巌、大泉滉、竹村清子、相川圭子、三重街恒二、岡部正純、榎木兵衛、松下麻美子、伊達弘                                                                              | 池田雄一                      | 山内柏   |
| 第184話 | 10月9日  | 決斗！大雪渓のダイヤモンド作戦    | 杉江廣太郎、牧紀子、丹羽又三郎、上田忠好、高杉玄、西恵子、相馬剛三、真木亜沙子、木村修、五野上力、山田甲一                                                                            | 近藤正                        | 竹本弘一 |
| 第185話 | 10月16日 | 真昼の決戦！すれすれ愚連隊        | 川口恒、石山律、集三枝子、高見エミリー、内藤陳、高島稔、浜田晃、団巌、広瀬明、高田裕史、松永五郎、比良元高                                                                            | 館野彰 佐藤肇                 | 佐藤肇   |
| 第186話 | 10月23日 | さらば縛り首の木の下に立つ女      | 梶芽衣子、斎藤美和、中井啓輔、杉江廣太郎、フランツ・グルーベル、ピエール・カラメロ、木村修、山浦栄、松下麻美子                                                                        | 小山内美江子                  | 村山新治 |
| 第187話 | 10月30日 | ビキニの殺し屋さん 今晩おひま？   | サリー・メイ、佐山俊二、渚健二、天本英世、大泉滉、玉川長太、岡部正純、遠藤征慈、ロルフ・ジェッサー、篠啓輔、伊達弘、久保一、松下麻美子、亀山和子                                      | 田上雄                        | 山内柏   |
| 第188話 | 11月6日  | スリル万点！ズッコケ大航海        | 砂塚秀夫、しめぎしがこ、田島令子、千波丈太郎、五味龍太郎、金光満樹、久地明、五野上力、広田光穂子、佐川二郎                                                                            | 小山内美江子                  | 竹本弘一 |
| 第189話 | 11月13日 | 殺されに来た金色の眼の女          | 斎藤美和、江夏夕子、藤木孝、内田朝雄、木村元、河合絃司、白石恵美子、山浦栄、林宏、仲塚康介、比良元高、西本良治郎、旭洋一郎、松永五郎、福島資剛 (ノンクレジット)テオドール・ペテルーン | 小山内美江子                  | 井上昭   |
| 第190話 | 11月20日 | キイハンター浮気団地で大暴れ！    | 佐山俊二、根岸明美、穂積隆信、武藤章生、松山照夫、小瀬朗、大泉滉、西恵子、団巌、三重街恒二、五野上力、沢田浩二、木村修、中屋敷鉄男、フランツ・ジョーンズ                              | 池田雄一                      | 小西通雄 |
| 第191話 | 11月27日 | 死刑台三歩前 私を抱いて！         | 岡田真澄、弓恵子、南原宏治、佐々木功、藤木孝、フランク・ジョーンズ、小塚十紀雄、河合絃司、林宏、比良元高、五野上力 (ノンクレジット)ロルフ・ジェッサー                                 | 池田悦子 池田雄一             | 佐藤肇   |
| 第192話 | 12月4日  | 亡霊が招く華麗な墓場              | 高橋長英、楠田薫、田口計、浜田晃、北島マヤ、白石恵美子、山浦栄、高木真二、永浦洋子、ピーター・ウィリアムズ                                                                            | 小山内美江子                  | 村山新治 |
| 第193話 | 12月11日 | 情無用現金に手を出すな！          | マコ岩松、戸部夕子、北原義郎、上野山功一、岩松功次、山浦栄、菅原壮男、林宏、久地明、久保一、山田甲一、五野上力、宮地謙吾、フランツ・グルーベル                                        | 高久進                        | 小西通雄 |
| 第194話 | 12月18日 | 殺人コンピュ－ター貸します        | 玉川良一、曽我町子、富田仲次郎、上野山功一、三笠れい子、大泉滉、三重街恒二、谷本小代子、団巌、西本良治郎、麻生みつ子（コンピューターの声）                                            | 池田雄一                      | 竹本弘一 |
| 第195話 | 12月25日 | ミイラの殺人忘年会                | 竹内亨、小倉一郎、菅野直行、アーリン・ゾーナー、プラバー・シェス、三重街恒二、瀬下圭、岡野耕作、岩本良子、野口友紀子、五野上力、比良元高、西本雄司                                    | 高久進 佐藤肇                 | 佐藤肇   |

### 1972年
| 話数    | 放送日   | サブタイトル                          | ゲスト | 脚本                  | 監督     |
| ------- | -------- | ------------------------------------- | --- | --------------------- | -------- |
| 第196話 | 1月1日   | 1972紅の翼 大空を行く                 | 江夏夕子、山本耕一、外山高士、河合絃司、松下麻美子、亀井和子、松沢勇、山下則夫、原田君事、早瀬恒司、岡田克夫                                                               | 池田雄一              | 山内柏   |
| 第197話 | 1月8日   | 顔のない女の墓標                      | 稲垣美穂子、松岡きっこ、杉江廣太郎、高木均、稲垣灯孝、葉山デビ、フランク・ジョーンズ                                                                                       | 池田雄一              | 小西通雄 |
| 第198話 | 1月15日  | がんばれ！小便小僧 危機一発           | 三富夏樹、渚まゆみ、深江章喜、木村元、佐藤京一、旭洋一郎、西本良治郎、ロルフ・ジェッサー                                                                                   | 小山内美江子          | 山内柏   |
| 第199話 | 1月22日  | ヨーイ・ドン！日米ボウリング大作戦    | 玉川良一、西恵子、杉江廣太郎、藤山浩二、堀田真三、佐々木梨里、白石恵美子、佐藤京一、団巌、福岡正剛、広瀬明、木村修、三島新太郎、松永五郎                                   | 池田雄一              | 山内柏   |
| 第200話 | 1月29日  | SOS接吻泥棒                           | 岡田真澄、立花直樹、内田朝雄、川辺久造、松下麻美子、中村孝雄、浜田晃、加地健太郎、岩本良子、五野上力、比良元高、本保明啓、白石恵美子                                       | 小山内美江子          | 佐藤肇   |
| 第201話 | 2月5日   | ドルショック殺人部隊                  | 大塚道子、原良子、松山照夫、山崎直衛、杉本マチ子、団巌、山田甲一、ロルフ・ジェッサー                                                                                       | 高久進                | 竹本弘一 |
| 第202話 | 2月12日  | サイコロGメン御用旅                   | 弓恵子、近藤宏、千波丈太郎、宮口二朗、小林重四郎、橋爪功、日尾孝司、滝左太郎、三上剛、巽千太郎                                                                             | 高久進                | 小西通雄 |
| 第203話 | 2月19日  | 突撃！ニッポン どぶねずみ強盗団       | 江美早苗、石橋蓮司、朝比奈尚行、広瀬昌助、高田裕史、布田康博、安岡力也、田辺進三、チコ・ローランド、金子洋一、団巌、河合絃司、山浦栄、伊達弘、亀井和子                     | 高久進                | 小松範任 |
| 第204話 | 2月26日  | 殺人001監房の男                       | 三条泰子、西沢利明、南原宏治、田口計、国景子、中村孝雄、堀田真三、五野上力、佐川二郎、植田灯孝、比良元高、松永五郎、木村修、谷ますみ、ダイアン・ハイド、ロビン・ヒュエット | 高久進 佐藤肇         | 佐藤肇   |
| 第205話 | 3月4日   | 秘密指令 死体を交換せよ！             | 川口恒、阿部徹、深江章喜、富山真沙子、水村泰三、巽千太郎、鴨田喜由、伊達弘、山本相時、飛世賢治、井上雅子 (ノンクレジット)フランツ・グルーベル                              | 高久進                | 竹本弘一 |
| 第206話 | 3月11日  | 華麗な死刑の部屋                      | 松橋登、藤田みどり、角梨枝子、加藤和夫、細川俊夫、河合絃司、ピエール・カラメロ                                                                                             | 池田悦子              | 山内柏   |
| 第207話 | 3月18日  | 黒猫と死者との結婚式                  | 楠田薫、藤木孝、西田健、千波丈太郎、杉江廣太郎、小林千枝、ダイアン・ハイド、長尾信                                                                                         | 高久進                | 小西通雄 |
| 第208話 | 3月25日  | さらば超望遠銃の標的                  | 江美早苗、酒井修、小池朝雄、木村元、深沢英子、団巌、小野川公三郎、比良元高、亀井和子、仲塚康介 (ノンクレジット)フランク・ジョーンズ                                        | 池田雄一              | 井上昭   |
| 第209話 | 4月1日   | がい骨は赤と緑のパンツが大好き！      | 玉川良一、宮地晴子、ミスター珍、吉田義夫、上田忠好、大泉滉、青空はるお、青空あきお、佐藤京一、佐藤晟也、山浦栄、団巌、伊達弘                                               | 池田雄一              | 山内柏   |
| 第210話 | 4月8日   | いんちきキイハンター探偵局            | 瞳ちえ、中田博久、浜田晃、長谷川弘、五野上力、松永五郎 | 高久進 佐藤肇         | 佐藤肇   |
| 第211話 | 4月15日  | オー！右も左も爆弾でござんす          | 室田日出男、高林由紀子、堀田真三、大下哲也、遠藤征慈、山浦栄、ピエール・カラメロ、レナッタ・ヘラルド                                                                       | 鴨井達比古            | 竹本弘一 |
| 第212話 | 4月22日  | 荒野の棺桶作戦                        | 南原宏治、桂麻紀、西田健、堀田真三、中村孝雄、ダイアン・ハイド、ハワード・グロスベック、木村修                                                                             | 池田雄一              | 小西通雄 |
| 第213話 | 4月29日  | ずっこけスパイ ハレンチ大学           | 賀川雪絵、鈴木やすし、太宰久雄、大泉滉、石橋蓮司、高島稔、団巌、菅野直行、後藤ルミ、レタナ・ヘロルド、南利明、由利徹 (ノンクレジット)三谷昇                                | 松田昭三 池田雄一     | 鷹森立一 |
| 第214話 | 5月6日   | SOS殺し屋の女王陛下                   | 岡田真澄、角梨枝子、山本耕一、天本英世、松下麻美子、風間千代子、花田達、山浦栄                                                                                             | 小山内美江子 池田雄一 | 小西通雄 |
| 第215話 | 5月13日  | 真夜中のキッスは殺しの招待状          | 三条泰子、瞳麗子、小川ひろみ、長谷川哲夫、中井啓輔、北真知史朗、植田灯孝、木川哲也、伊達弘、山田甲一、小山柳子、井上雅子                                                   | 池田雄一              | 小西通雄 |
| 第216話 | 5月20日  | ギャーッ！女だけを殺す病院            | 青柳三枝子、根岸明美、北原義郎、榊ひろみ、佐々木功、田口計、国景子 (ノンクレジット)ロルフ・ジェッサー                                                                      | 高久進                | 竹本弘一 |
| 第217話 | 5月27日  | 100万ドル奪回大捜査網                 | 葉山良二、戸部夕子、原良子、中田博久、杉江廣太郎、浜田晃、山田圭子、山浦栄、五野上力、西本良治郎                                                                           | 高久進                | 村山新治 |
| 第218話 | 6月3日   | ブラジル農協ギャング捕物帳            | 谷啓、松岡きっこ、桜井センリ、石井富子、西岡慶子、大泉滉、三重街恒二、谷本小代子、伊達弘、山浦栄、青木卓司、東穂啓子、松本初代、飛世賛治、石渡直也                         | 池田悦子 池田雄一     | 鷹森立一 |
| 第219話 | 6月10日  | サイコロGメン冥土の子連れ作戦         | 清水まゆみ、千波丈太郎、武藤章生、長谷川弘、安岡力也、水村泰三、瀬良明、佐野伸寿、巽千太郎、西本良治郎、比良元高、工藤武、松永五郎                                         | 高久進                | 竹本弘一 |
| 第220話 | 6月17日  | 大追跡！殺しのしのび逢い              | 園まり、岩本多代、根上淳、川合伸旺、西本裕行、佐藤京一、五野上力、山浦栄、ロルフ・ジェッサー                                                                               | 池田雄一              | 山内柏   |
| 第221話 | 6月24日  | 旅券001は必殺の番号                   | 高橋悦史、宗方奈美、佐藤博、中村孝雄、宮口二朗、伊達弘、仲塚康介、亀山達也                                                                                                 | 高久進 佐藤肇         | 佐藤肇   |
| 第222話 | 7月1日   | 東京-札幌 殺しの為の56分              | 酒井修、奈美悦子、榊ひろみ、三浦真弓、安岡力也、中井啓輔、稲垣昭三、西本裕行、石渡真也 (ノンクレジット)ロルフ・ジェッサー                                                  | 池田雄一              | 村山新治 |
| 第223話 | 7月8日   | 幽霊たちの海底納涼大会                | 南原宏治、藤木孝、三角八郎、司美智子、小西まち子、佐々木梨里、稲吉靖、団巌、ピエール・カラメロ、デニス・ホジソン                                                           | 池田雄一              | 小西通雄 |
| 第224話 | 7月15日  | デスマスクを愛した私                  | 早川保、瞳麗子、藤田みどり、田辺進三、植田灯孝、五野上力、ロルフ・ジェッサー (ノンクレジット)イレイン・リトル                                                              | 池田悦子              | 鷹森立一 |
| 第225話 | 7月22日  | 大空のギャング 現金強奪作戦           | 弓恵子、小池朝雄、チコ・ローランド、木村元、安岡力也、瀬川由紀、河野ミサ、ライナ・ゲスマン                                                                                 | 高久進                | 竹本弘一 |
| 第226話 | 7月29日  | 夏の陽の追跡！逃亡のハネムーン        | 月丘夢路、江夏夕子、西田健、佐々木功、有吉ひとみ、団巌、ロビン・ハウエット、田中智子、瀬川由紀                                                                             | 池田雄一 押川国秋     | 小西通雄 |
| 第227話 | 8月5日   | 真夏の夜、わたしを深く埋めて！        | 本田博之、渡辺文雄、白石奈緒美、ピエール・カラメロ、木村修 | 池田悦子              | 山内柏   |
| 第228話 | 8月12日  | 女忍者対ギャング 変身大作戦！         | 宍戸錠、木の実ナナ、八並映子、司美智子、夏みやこ、大下哲夫、佐藤好将、畑中猛重、JAC（三隅修） (ノンクレジット)トニー・セテラ                                               | 高久進                | 竹本弘一 |
| 第229話 | 8月19日  | SOSよろめき宝石泥棒                   | 高橋昌也、瞳麗子、川合伸旺、佐々木功、伊藤るり子、松原光二、山村圭一、西優一                                                                                               | 池田雄一              | 鷹森立一 |
| 第230話 | 8月26日  | 殺し屋グラマー大行進！                | 三角八郎、国景子、地井武男、木村元、上田忠好、ロルフ・ジェッサー、河合絃司、久里みのる、広瀬明、佐野文吾、田中智子                                                         | 池田雄一              | 小西通雄 |
| 第231話 | 9月2日   | 真夜中、むごく静かに殺せ！            | 沢本忠雄、高橋長英、根上淳、高林由紀子、深沢英子、西本裕行、大貫一孝 | 池田雄一              | 鷹森立一 |
| 第232話 | 9月9日   | 怪奇！幻の墓の女                      | 早瀬久美、渥美国泰、藤木孝、田口計、八代順子、ダイアン・ハイド | 高久進 佐藤肇         | 佐藤肇   |
| 第233話 | 9月16日  | 美女とドクロの首飾り                  | 大塚道子、西沢利明、森秋子、北原義郎、中田博久 | 高久進                | 竹本弘一 |
| 第234話 | 9月23日  | 頑張れ！小さなカウボーイ 死の谷の決斗 | 江夏夕子、小池朝雄、白木万理、宮口二朗、千波丈太郎、福田豊土、上田忠好、三重街恒二、久地明、三富夏樹                                                                       | 高久進                | 山内柏   |
| 第235話 | 9月30日  | 脱獄囚バッド・ファーザー              | 松岡きっこ、川地民夫、富田仲次郎、梅津栄、安岡力也、フランツ・グルーベル、五野上力、桐原史雄、田中智子 (ノンクレジット)河合絃司                                            | 池田悦子              | 佐藤肇   |
| 第236話 | 10月7日  | 夕陽のガンマン 荒野の大襲撃           | 池部良、曽根晴美、宗方奈美、西田健、長谷川弘、中村孝雄、広瀬明、佐藤好将、林昭夫、白川靖雄                                                                                 | 高久進                | 小西通雄 |
| 第237話 | 10月14日 | 出発進行！脅迫凸凹指令                | 小松方正、川合伸旺、天地聡子、木村修、ピエール・カラメロ、デニース・ホジソン                                                                                               | 池田雄一              | 山内柏   |
| 第238話 | 10月21日 | それ行け！ギャングとスパイの大追跡    | 岡田真澄、三浦真弓、大橋一元、中井啓輔、武藤章生、榎木兵衛、影山龍之、徳久比呂志、中山克己、森田峰子、河野ミサ                                                             | 佐藤純弥              | 竹本弘一 |
| 第239話 | 10月28日 | 地獄の殺人！大捜査網                  | 八代順子、曽根晴美、司美智子、杉江廣太郎、玉川伊佐男、大下哲也、松坂錦治、高野隆志、内田海仁、松下麻美子、フランツ・グルーベル                                             | 高久進                | 小西通雄 |
| 第240話 | 11月4日  | 危機一発！死の接吻作戦                | 加賀まりこ、藤木孝、中田博久、日尾耕司、久地明、団巌、山浦栄、竹村清女、亀井和子、仲塚康介、松永五郎、葉山良二                                                             | 池田雄一              | 村山新治 |
| 第241話 | 11月11日 | 喜劇 おへそ特攻隊                     | 八並映子、三原葉子、曽我町子、司美智子、宗方奈美、山岸映子、小林裕子、大堀早苗、谷本小代子、田中智子                                                                       | 池田雄一              | 佐藤肇   |
| 第242話 | 11月18日 | ジャンボ旅客機爆破事件                | 三条泰子、早川保、南原宏治、木村元、桜井浩子、田川恒夫、佐川二郎、山口亨                                                                                                   | 高久進                | 竹本弘一 |
| 第243話 | 11月25日 | 情無用！人殺しの神様                  | 岡田英次、宇佐美淳也、城所英夫、松川勉、由利徹、福山象三、松岡稔、木村修、原英美、松下麻美子                                                                               | 小山内美江子          | 山内柏   |
| 第244話 | 12月2日  | 拳銃P-007大捜査網                     | 石山律、岡田由紀子、藤木孝、小西まち子、佐藤博、五野上力、木村修、相馬剛三、チコ・ローランド、フランク・ジョーンズ、西本良治郎、井上真彩子                                 | 高久進 佐藤肇         | 佐藤肇   |
| 第245話 | 12月9日  | エロチカ！口紅殺人事件                | 光川環世、楠田薫、曽根晴美、小林稔侍、森田峰子、亀井和子、佐川二郎、山浦栄                                                                                                 | 高久進                | 小西通雄 |
| 第246話 | 12月16日 | 墓場へ走れ！男と女                    | 根上淳、柴田英子、西沢利明、宮口二朗、松川勉、松本朝夫、西本良治郎、フランク・ジョーンズ、ピエール・カラメロ                                                               | 池田雄一              | 小西通雄 |
| 第247話 | 12月23日 | 食いしん坊ギャング南国道中記          | 玉川良一、長沢純、司美智子、田口計、梅津栄、吉田義夫、中村孝雄、岡部正純、団巌、中村哲、田辺進三、長尾信、吉沢信子、北口光彦、伊藤いつ子                                   | 池田雄一              | 山内柏   |
| 第248話 | 12月30日 | 殺し屋ども何人でも来い！              | 夏八木勲、南原宏治、池田昌子、高見エミリー、北原義郎、木村元、遠藤征慈、河合絃司、植田灯孝、相馬剛三、小松陽太郎、比良元高、五野上力、池上明治、河津清三郎                 | 高久進 佐藤肇         | 佐藤肇   |

### 1973年
| 話数    | 放送日  | サブタイトル                  | ゲスト | 脚本          | 監督     |
| ------- | ------- | ----------------------------- | --- | ------------- | -------- |
| 第249話 | 1月6日  | お年玉は必殺必中の弾丸！      | 葉山良二、宗方奈美、高林由紀子、岩下浩、中田博久、ピエール・カラメロ、下条アトム | 高久進 佐藤肇 | 竹本弘一 |
| 第250話 | 1月13日 | サイコロGメン生首千両箱       | 青柳美枝子、沢井桂子、深江章喜、千波丈太郎、近藤宏、佐藤晟也、比良元高、上田忠好、日尾孝司、木川哲也、佐藤好将、伊達弘、河合絃司、西本良治郎、青木卓司 | 高久進        | 竹本弘一 |
| 第251話 | 1月20日 | 人間を溶かす死の落し穴        | 井上孝雄、谷口香、初井言榮、山崎直樹、村上冬樹、松本朝夫、谷本小代子、サリー・ウォーカー | 池田雄一      | 村山新治 |
| 第252話 | 1月27日 | 冒険また冒険 探偵小僧大奮戦！ | 瞳麗子、田口計、穂積隆信、加藤和夫、藤岡重慶、槙摩耶、団巌、久地明、五野上力、松下麻美子、亀井和子、三富夏樹 | 高久進        | 山内柏   |
| 第253話 | 2月3日  | 女体に捧げる犯罪              | 河原崎長一郎、三条泰子、太刃川寛、中井啓輔、河合絃司、室田日出男、田川恒夫、山田甲一、ロルフ・ジェッサー | 池田雄一      | 小西通雄 |
| 第254話 | 2月10日 | それ行け!新婚珍道中           | 早川保、人見きよし、黒木進、角梨枝子、司美智子、北川美佳、影山龍之、三上剛、松岡稔、片岡五郎、木村修、荒牧啓子、佐藤一臣 | 小山内美江子  | 山内柏   |
| 第255話 | 2月17日 | 悪党三匹銀嶺を行く            | 南原宏治、松原光二、森秋子、野村けい子、宮口二朗、田中浩、木村修 | 高久進        | 竹本弘一 |
| 第256話 | 2月24日 | 喜劇 ギャングの教科書         | 富田仲次郎、佐々木功、柴田英子、武智豊子、長谷川弘、宗田政美、乙黒ますみ、森田峰子、久保一、久地明、松永五郎、比良元高、松本嘉 | 池田雄一      | 鷹森立一 |
| 第257話 | 3月3日  | 世界のギャング日本上陸        | 川口恒、宇佐美淳也、村井国夫、高林由紀子、小林千恵、今井健二、浜田晃、中村孝雄、河合絃司、植田灯孝、相馬剛三、五野上力、清水正、富山勝治、木川哲也、フランク・ジョーンズ、チコ・ローランド (ノンクレジット)ロナルド・リーヤング、土山登士幸、山浦栄、松永五郎、比良元高、清水照夫 | 高久進 佐藤肇 | 佐藤肇   |
| 第258話 | 3月10日 | 生首を切られた男              | 原良子、進千賀子、渡辺文雄、宗方奈美、山田甲一、田川恒夫、松本朝夫、木村修、小林千枝、高野隆志、長谷川誉、ピエール・カラメロ | 池田雄一      | 小西通雄 |
| 第259話 | 3月17日 | 情無用のライセンス            | 本郷功次郎、田村奈巳、川合伸旺、松川勉、室田日出男、宮口二朗、八名信夫、有馬昌彦、植田灯孝、田辺進三、中村文弥、小林千枝、松下麻美子、ロルフ・ジェッサー | 高久進        | 山内柏   |
| 第260話 | 3月24日 | 生きていた幽霊                | 藤木孝、宗方奈美、浦辺粂子、相馬剛三、清水正、菊地祝子、石塚清美、フラン・ゴンザレス、サリー・ウォーカー | 高久進        | 村山新治 |
| 第261話 | 3月31日 | 魔女と黒猫が踊る夜            | 岡田真澄、天地聡子、天本英世、川辺久造、加藤和夫、中田博久、小林稔侍、松本朝夫、相馬剛三、佐川二郎、五野上力、西本良治郎、山本緑 | 高久進 佐藤肇 | 佐藤肇   |
| 第262話 | 4月7日  | また逢う日までキイハンター    | 南原宏治 | 佐藤純弥      | 小西通雄 |

## 逸話
第1話
プロデューサーの坪井久智は、深作欣二が第1話だけで2か月費やして撮っていたので困り果てていた。千葉真一と深作はこれまでになかったドラマを作ろうといろいろなアイデアを出し合い、作品の方向性を決定づけていく。第1話のゲストである南原宏治は、これを皮切りに最終回第262話を含め、計19回ゲスト出演した。
海外での反響
海外でも放映され、千葉真一の演技やアクションにブルース・リーは深い興味を示し共演の申し入れをしてきたが、ブルースの突然の死により実現しなかった。ジャッキー・チェンは千葉の大ファンで、スタントマンに頼らず、千葉自身が演ずるアクションに刺激を受けて惚れこんでいた。千葉のような「アクションスター」になることが夢だったジャッキーが、スターと認められだした頃に東映京都撮影所へ千葉を表敬訪問している。
オープニング
当時、竣工したばかりの霞が関ビルディングの37階にキイハンターの事務所があるという設定だが、実際の霞が関ビルの最上階は36階までである。オープニングのメンバー全員が横並びで立つシーンのバックも霞が関ビルのエントランスで、そのあとの敵を倒していくメンバーを一人ずつ紹介していくシーンは、新宿サブナードの地下駐車場が舞台となっている（このカラー化以降のオープニングは、吹雪一郎と谷口ユミのアクション場面を差し替えた2バージョンが存在する。また、第105話までのモノクロ時代は、1クールから2クールの切り替わり、沖縄ロケ、吹雪一郎の加入などのタイミングで、こまめにオープニング映像は作り直され、全部で6つのバージョンが存在する）。テーマ音楽は、主題歌「非情のライセンス」のインストゥルメンタルであることは一貫して変わらないが、第1話から第13話までと、第16話から最終回までの締めの『KEYHUNTER 』のタイトルバック部分の旋律は大きく異なっている。また、第14話・第15話のみ、曲全体がスピーディーなエレキ主体のアレンジで、完全な別バージョンになっている。
非情のライセンス
番組主題歌「非情のライセンス」は本編で使用されていた野際陽子のバージョンのほかに、千葉真一も「非情のライセンス」をレコーディングしている。キングレコードから1971年に発売された『アクション・スターNo.1 千葉真一の魅力』というアルバムに収録されており、歌唱者違いの「非情のライセンス」が存在する。野際の「非情のライセンス」は当初、丹波哲郎とのデュエットの予定だったが、丹波と野際のキーが合わず、結局、野際のソロになった。B面も野際のソロで「おしゃれなスパイ」。千葉真一と野際陽子は、この作品の共演が縁で結婚した。野際が歌う主題歌はエンディングでほぼ毎回流されていたが、117話「東京－ホノルル豚をかついで珍道中」や234話「頑張れ！小さなカウボーイ 死の谷の決斗」など、異なるエンディングが存在する。一方、この曲が本作終了直前の1968年3月まで放映されていたフジテレビ系列のテレビドラマ『追いつめる』のメインテーマ（作曲：大森盛太郎）にメロディーが酷似しているのではないかと騒動になったことがあった。これに最初に気付いたのは本作の試写の際にテーマ曲を聴いた東映スタッフの一人ということで、「非情のライセンス」を作曲した菊池俊輔は「『追いつめる』は意識せず作曲したが、改めて双方を聴いてみると出だしの部分が非常によく似ていて、自分でもびっくりした」とコメントしたが、大森は「悪意や他意の無い偶然の一致」とし、『追いつめる』を制作した東宝も「絶対に盗作ではない」と認めたことでこの騒動は決着を見た。
番組の終了
当初、1年予定の放映が大ヒットにより、5年に延ばされた。しかし千葉真一はイメージの固定を懸念して、降板を丹波哲郎に申し入れた。丹波と東映は続けたかったが、丹波は「千葉が居ないのでは『キイハンター』は成り立たない。だったら一度番組を終わらせよう」と理解を示した。その後、丹波は『アイフル大作戦』、『バーディ大作戦』、『Gメン'75』と出演し、土曜21:00の顔となる。千葉は「丹波さんの決断にとても感謝している」と述懐している。なお、その丹波は中丸忠雄と共に1972年3月いっぱい（終了の1年前）で降板が内定し、残るキャストで続行すると報じられたことがあったが、結局この2人の降板は無かった。
放映開始から5年近く経ても20%台の視聴率をキープする人気番組だったが、1時間ドラマの制作費が1話800万円台の時代に、本ドラマは1話1000万円台に到達していた。制作資金を調達するTBSテレビにも赤字が累積しており、制作会社の東映は物価高騰などを理由に1000万円台の予算を要求するが、900万円台が限度だったTBSは東映の要求額を拒否。1972年に東映東京撮影所で勃発した労働争議の影響で、1話の完成に10日以上を超過してTBSへの納品が遅れるトラブルも重なり、1973年4月7日放映の第262話で終了が決定した。
リメイク
千葉真一主演エピソードの第135話「吸血昆虫島 上空異常あり」は番組の導入部とエンディング以外、1968年のSF特撮映画『昆虫大戦争』（松竹）の脚本がそのまま採用されている。脚本家は両作品ともに高久進、音楽は菊地俊輔。昆虫島で飼育している毒虫で全人類の抹殺を企む真理アンヌ扮する役どころはキャシー・ホランが演じていて、胸を開き、ナチスの虐殺の刻印を見せつける場面や、その周辺の各登場人物の台詞は、ほとんど同じである。
『キイハンター』のエピソードは後の『Gメン'75』でも「純金の死体」や「大空の身代金」などいくつかリメイクされている。大がかりなアクションものでは、1972年1月1日放映の第196話「1972紅の翼大空を行く」が、『Gメン'75』では1978年9月に「大空のギャング〜大空からの脱出」（'78スカイアクションシリーズ）としてリメイクされ、新島を舞台に前後編にわたって放映された。『キイハンター』、『Gメン'75』とも撮影用に1機、劇中で2機の軽飛行機を使用し、スリリングな作品に仕上げていた。

## スタッフ
制作
- 東映（東映東京制作所）
- TBSテレビ

プロデューサー
- 近藤照男
- 坪井久智
- 小野耕人
- 泊懋
- 菅原偀介 (TBS)[18]
- 小林保 (TBS)[18]
- 土井利泰 (TBS)[19] ※TBSのプロデューサーは全てノンクレジット

構成
- 深作欣二
- 佐藤純弥

原案
- 都筑道夫【第1話】
- 河野典生【第2話】
- 海渡英祐【第3話】

脚本
「放送リスト」参照。
撮影
- 下村和夫
- 西川庄衛
- 山沢義一
- 永井一雄
- 佐藤正
- 星島一郎
- 秋野友博
- 山本修右
- 林七郎
- 瀬尾脩
- 村上俊郎
- 佐々木祐二
- 加藤弘章
- 東光一
- 山本矩雄
- 高岩震

録音
- 岩田広一

照明
- 酒井信雄
- 山本辰雄
- 浅沼旦生
- 森沢淑明
- 大町博信
- 城田昌貞
- 川崎保之丞
- 鈴木勝政

美術
- 兼子元
- 北郷久典
- 桑名史郎
- 斎藤嘉男
- 安井丸男
- 川村晴通

編集
- 大橋四郎
- 香園稔
- 矢倉沢始
- 望月徹

記録
- とうまひろ子
- 古村史子
- 川村澪子
- 武田和子
- 中野春代
- 寺村智子
- 伊沢章子
- 穴井八千代
- 山村昌子
- 安倍信子
- 上田圭子
- 小貫綮子
- 中野正子
- 浅附明子
- 大阪聰子
- 宮瀬淳子

助監督
- 山内柏
- 栗田邦夫
- 原田雄一
- 館野彰
- 島崎喜美男
- 山崎充朗
- 小菅宣生
- 堀長文
- 小林義明
- 杉野清史
- 清水徳三
- 植田泰治
- 倉橋隆志
- 富田義治
- 大櫛敬介
- 小松茂

擬斗
- 日尾孝司
- 久地明
- 伊達弘
- 西本良治郎

進行主任
- 深沢道尚
- 松野幹朗
- 吉村晴夫
- 大山勝利
- 河野正俊
- 生田篤
- 三瓶稔彦
- 斎藤正勝
- 末永和雄
- 原田良彦
- 市倉正男
- 水谷和彦

演技事務
- 吉田武彦

衣裳
- 東京衣裳

現像
- 東映化学

音楽
- 菊池俊輔

監督
「放送リスト」参照。
音楽
- オープニング
  - 主題歌『非情のライセンス』のインストゥルメンタル
- エンディング
  - 『非情のライセンス』
  - 作詞：佐藤純弥
  - 作曲：菊池俊輔
  - 歌：野際陽子 （テイチクレコード）
- 挿入歌
  - 『過去の部屋』（第157話で使用）、作詞：山上路夫、作曲：村井邦彦、歌：雪村いづみ

## 媒体
- ビデオ (VHS、セル・レンタル共通) は傑作選の全2巻が東映ビデオよりリリースされている。
- 2008年6月21日にDVD『キイハンター BEST SELECTION BOX』が東映ビデオより発売された。6枚組で傑作選の20話分と、全262話中、現存するすべての予告編を収録。
- サントラ盤　『伝説のアクションドラマ音楽全集　キイハンター　MUSIC FILE』『伝説のアクションドラマ音楽全集　キイハンター　MUSIC FILE Vol.2』が、バップよりリリースされている。

リスト
| 話数 | サブタイトル                      | 脚本            | 監督     | 登場レギュラー                                     | メディア |
| ---- | --------------------------------- | --------------- | -------- | -------------------------------------------------- | -------- |
| 1    | 裏切りのブルース                  | 高久進 深作欣二 | 深作欣二 | 黒木、啓子、島、ユミ、風間、村岡                   | DVD      |
| 27   | 殺しの招待旅行                    | 池田雄一        | 村山新治 | 黒木、啓子、島、ユミ、風間、村岡                   | DVD      |
| 28   | 太陽に帰った殺し屋                | 池田雄一        | 村山新治 | 黒木、啓子、島、ユミ、風間、村岡                   | DVD      |
| 60   | パラシュート殺人部隊              | 高久進 佐藤肇   | 佐藤肇   | 黒木、啓子、吹雪、島、ユミ、風間                   | DVD      |
| 105  | 世界殺人集団 南国の決斗           | 池田雄一        | 村山新治 | 黒木、啓子、吹雪、島、ユミ、風間、村岡、小田切、壇 | DVD      |
| 109  | 俺は西部の殺し屋キッド            | 池田雄一        | 鷹森立一 | 黒木、啓子、島、ユミ、風間                         | DVD      |
| 112  | サイコロGメン 危機一発            | 高久進          | 竹本弘一 | 啓子、島、ユミ、風間、小田切、壇                   | VHS      |
| 120  | 宝石泥棒 裸で御免なさい           | 近藤正          | 竹本弘一 | 啓子、島、ユミ、風間、壇                           | DVD      |
| 132  | 日本アルプス 大追跡作戦           | 池田雄一        | 村山新治 | 黒木、啓子、吹雪、島、ユミ                         | DVD      |
| 135  | 吸血昆虫島 上空異状あり           | 高久進          | 竹本弘一 | 啓子、島、ユミ、風間、壇                           | DVD      |
| 140  | 人殺し あの手この手               | 高久進 佐藤肇   | 佐藤肇   | 啓子、吹雪、島、ユミ、風間                         | DVD      |
| 144  | 荒原牧場 必殺の決闘               | 池田雄一        | 鷹森立一 | 黒木、啓子、吹雪、島、ユミ、風間                   | VHS      |
| 154  | サギ師の皆さま ふところにご用心！ | 小山内美江子    | 山内柏   | 啓子、島、ユミ、風間                               | DVD      |
| 157  | キイハンター 皆殺し作戦           | 小山内美江子    | 深作欣二 | 黒木、啓子、吹雪、島、ユミ、風間、村岡、小田切、壇 | VHS      |
| 158  | 現金と舌を切られた女              | 佐藤純弥        | 深作欣二 | 啓子、島、ユミ、風間                               | VHS      |
| 161  | 荒野の列車 大襲撃作戦             | 高久進          | 竹本弘一 | 啓子、吹雪、島、ユミ、風間、壇                     | DVD      |
| 162  | 蒸気機関車 大渓谷の決戦           | 高久進          | 竹本弘一 | 啓子、吹雪、島、ユミ、風間、壇                     | DVD      |
| 168  | サイコロGメン 死んで貰います      | 高久進          | 竹本弘一 | 啓子、吹雪、島、ユミ、風間、壇                     | DVD      |
| 171  | お化け怪獣大戦争                  | 高久進 佐藤肇   | 佐藤肇   | 啓子、吹雪、ユミ、風間                             | DVD      |
| 185  | 真昼の決戦！すれすれ愚連隊        | 館野彰 佐藤肇   | 佐藤肇   | 啓子、吹雪、島、ユミ、風間                         | DVD      |
| 196  | 1972紅の翼 大空を行く             | 池田雄一        | 山内柏   | 黒木、啓子、吹雪、島、ユミ                         | DVD      |
| 210  | いんちきキイハンター探偵局        | 高久進 佐藤肇   | 佐藤肇   | 啓子、吹雪、風間、壇                               | DVD      |
| 225  | 大空のギャング 現金強奪作戦       | 高久進          | 竹本弘一 | 啓子、風間、壇                                     | DVD      |
| 262  | また逢う日までキイハンター        | 佐藤純弥        | 小西通雄 | 黒木、啓子、吹雪、島、ユミ、風間、村岡、小田切、壇 | DVD      |

## ネット配信
- 東映オンデマンド（Amazon Prime Video）：2023年9月1日 - （1ヵ月10話毎追加）
- 東映シアターオンライン（YouTube）：2023年9月1日 - （第1話と第2話は常時配信）

## 放送局
- TBS（制作局）：土曜 21:00 - 21:56　→ 土曜 21:00 - 21:55
- 青森テレビ：土曜 21:00 - 21:56 → 土曜 21:00 - 21:55[20]
- 岩手放送：土曜 21:00 - 21:56 → 土曜 21:00 - 21:55[20]
- 東北放送：土曜 21:00 - 21:56　→ 土曜 21:00 - 21:55[21]
- 福島テレビ（1970年4月開始。第98話から放送）：日曜 14:30 - 15:26（第98話 - 第174話） → 日曜 15:30 - 16:26（第175話 - 第179話） → 日曜 15:45 - 16:41（第180話 - 第205話） → 日曜 16:30 - 17:26（第206話 - 第262話）[22]
- 新潟放送：土曜 21:00 - 21:56[23]
- テレビ山梨：土曜 21:00 - 21:56[24]
- 静岡放送：土曜 21:00 - 21:56[24]
- 北日本放送：土曜 16:00 - 16:56[25]
- 北陸放送：土曜 21:00 - 21:54[26]
- 中部日本放送：土曜 21:00 - 21:54[26]
- 山陽放送：土曜 21:00 - 21:56　→ 土曜 21:00 - 21:55